# Le Gendarme et les Gendarmettes
Vous lisez un « bon article » labellisé en 2022.
Série du Gendarme de Saint-Tropez
Le Gendarme et les Extraterrestres
(1979)
Pour plus de détails, voir Fiche technique et Distribution.
Le Gendarme et les Gendarmettes est un film français réalisé par Jean Girault et Tony Aboyantz, sorti en 1982. Il s'agit du sixième et dernier des films du Gendarme de Saint-Tropez.
Après Le Gendarme et les Extraterrestres (1979), une suite mettant en scène la vengeance des extra-terrestres est envisagée, puis mise de côté dès lors que Louis de Funès en rencontre à nouveau un dans La Soupe aux choux (1981). Inspiré par les récents débuts de la féminisation de la Gendarmerie nationale, le sixième opus de la série raconte finalement les mésaventures du gendarme Ludovic Cruchot et de la brigade de Saint-Tropez chargés de former quatre auxiliaires féminines imposées par la hiérarchie, et de veiller sur elles.
Dans ce film, la brigade est composée de Louis de Funès, Michel Galabru, Grosso et Modo, présents depuis le premier film, ainsi que de Maurice Risch et du nouveau Patrick Préjean. France Rumilly réapparaît en religieuse et Claude Gensac retrouve son rôle de Josépha Cruchot, épouse de Ludovic, après avoir été remplacée dans le précédent film. Quatre actrices débutantes incarnent les « gendarmettes » : Catherine Serre, Sophie Michaud, Nicaise Jean-Louis et Babeth.
Louis de Funès et Jean Girault poursuivent leur partage de la réalisation, entamé à partir de L'Avare, sans que l'acteur ne signe le film. Le film est tourné à Saint-Tropez et dans ses environs, sans montrer la fameuse gendarmerie des précédents films, ainsi qu'aux studios de Boulogne. Rendu pesant par la santé préoccupante de la vedette et de Jean Girault, le tournage est gravement perturbé par la mort du réalisateur, obligeant le premier assistant-réalisateur Tony Aboyantz à terminer le film avec l'aide d'autres membres de l'équipe.
En dépit de critiques désastreuses, le film connaît un large succès commercial, avec 4,2 millions d'entrées, toutefois le box-office le plus faible de la série. Malgré la mort du réalisateur originel, de nouvelles suites sont envisagées, jusqu'à ce que Louis de Funès meure à son tour en janvier 1983. Le Gendarme et les Gendarmettes demeure son ultime film, ainsi que le dernier du metteur en scène Jean Girault, du compositeur Raymond Lefebvre, du décorateur Sydney Bettex et du producteur Gérard Beytout. Il achève une série commencée dix-huit ans auparavant, en 1964.

## Synopsis

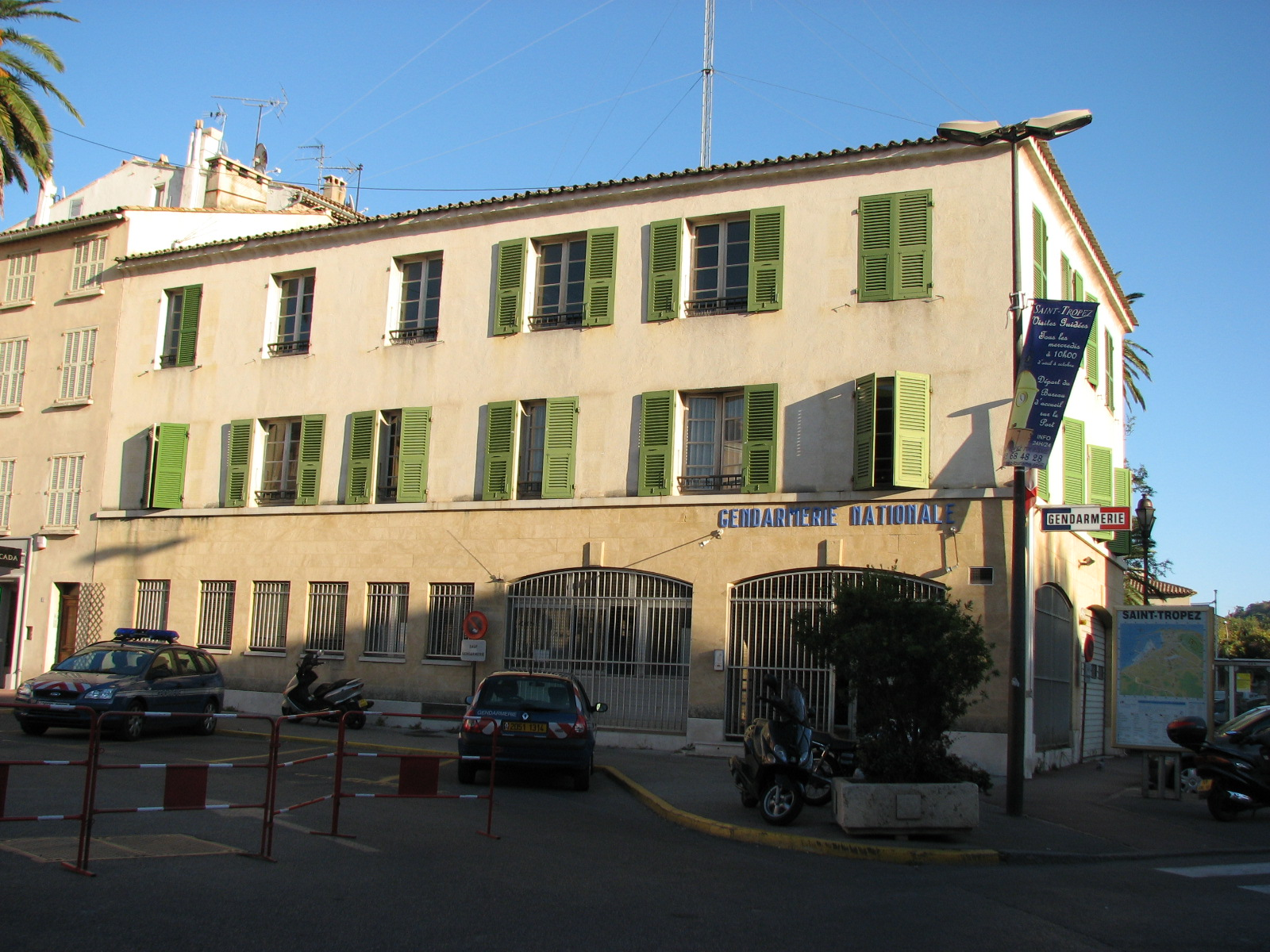
La brigade de gendarmerie de Saint-Tropez s'installe dans de nouveaux locaux.

La brigade de gendarmerie de Saint-Tropez emménage dans des locaux flambant neufs dotés d'un ordinateur surpuissant capable de répondre à toutes les questions — un essai sur le nom de Ludovic Cruchot livre une suite d'informations précises et de secrets embarrassants sur lui. Le colonel annonce confier à la brigade, à titre expérimental, la formation de quatre jeunes femmes en uniforme. Les gendarmes, ravis, sont curieux de découvrir ces nouvelles collègues potentiellement séduisantes. L'adjudant Gerber et son subordonné Cruchot partent les chercher à la gare d'Hyères, mais rentrent bredouilles. Ils les découvrent avec surprise à leur retour à la gendarmerie où elles sont chouchoutées par les gendarmes énamourés. Gerber et Cruchot font leurs présentations avec les jeunes recrues — Christine Rocourt, Marianne Bonnet, Isabelle Leroy, et, venue d'Afrique, Yo Macumba — et tombent à leur tour sous le charme. Germaine et Josépha, leurs épouses, reviennent alors d’une sortie shopping et sont scandalisées par le manège de leurs maris. Le soin est confié aux gendarmes de ramener les gendarmettes là où elles logent, tandis que Germaine et Josépha s’occupent de sermonner leurs maris, Cruchot reconnaissant plus tard voir d'un mauvais œil l'arrivée de ces femmes dans la gendarmerie, d'autant plus d'une Noire.

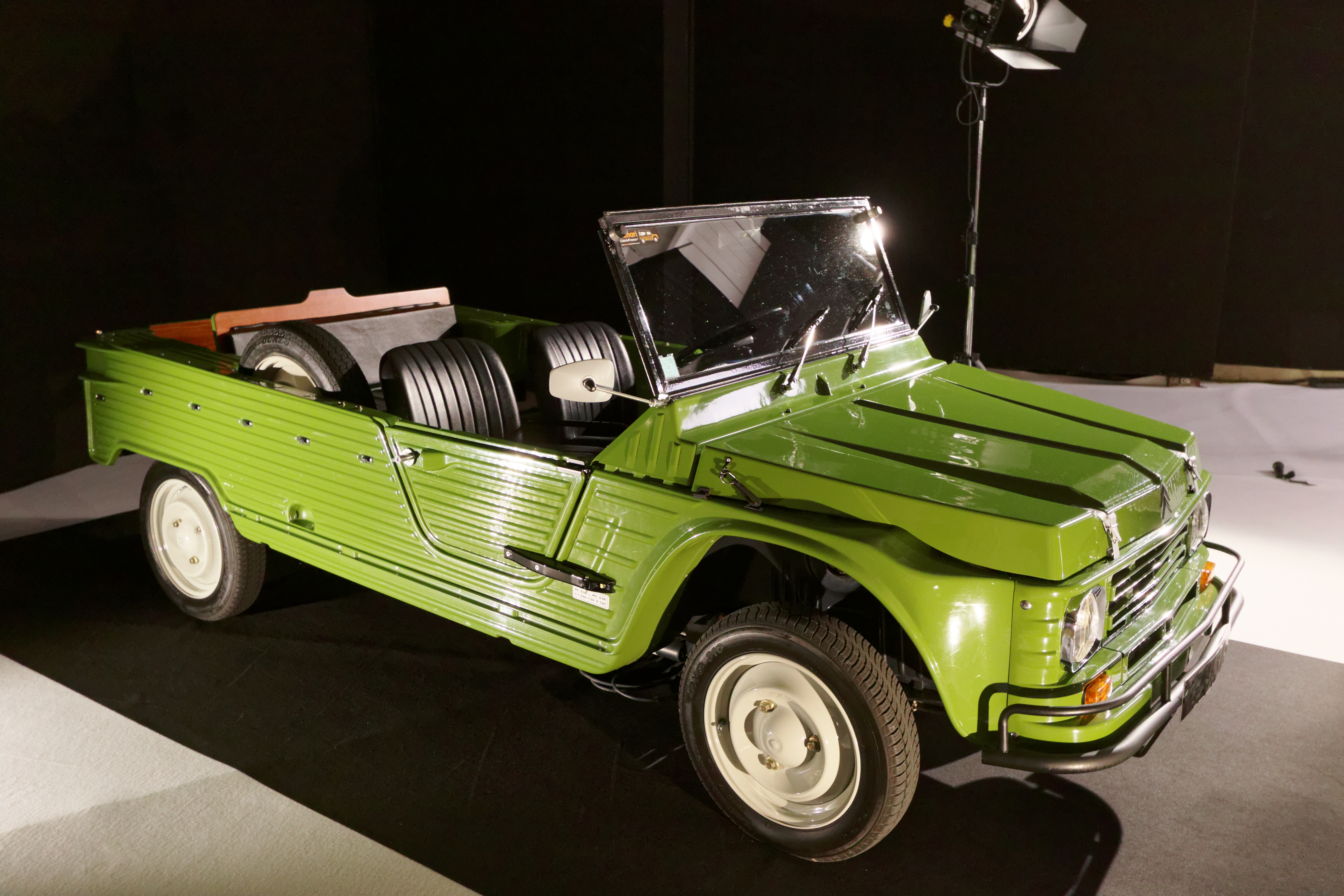
Une Citroën Méhari des gendarmes de Saint-Tropez, exposée lors de l'édition 2016 du Mondial de l'Automobile de Paris.

Le lendemain, chaque stagiaire est envoyée sur le terrain sous la houlette d'un gendarme. Isabelle Leroy et Berlicot arrêtent des voitures, Marianne Bonnet et Tricart font la circulation, et Christine Rocourt et Perlin les stationnements. Tricart, en inculquant les gestes de signalisation à Bonnet, finit dans un tango fougueux avec elle, causant un gigantesque carambolage. Perlin et Rocourt s'engagent dans une course-poursuite à moto avec une bande de voyous. Cruchot, méfiant, vient observer chaque binôme. Il trouve Leroy et Berlicot dans une position involontairement équivoque, constate la négligence monstre de Tricart et Bonnet, et intercepte Rocourt à moitié nue dans un arbre après un accident de moto avec Perlin. Quant à Yo Macumba et Beaupied, il les découvre en pleine baignade à la plage. La Mère supérieure surprend Cruchot en train de scruter la plage avec ses jumelles et, pensant qu'il épie les baigneuses, le prend désormais pour un obsédé.
Le soir, les gendarmettes rentrent au couvent où elles sont hébergées. L'une d'entre elles a reçu un billet doux anonyme, peut-être d'un gendarme. Cruchot vient espionner au couvent et découvre qu'un gendarme se glisse dans le dortoir pour tenter d'approcher les auxiliaires féminines, puis le suit. Le gendarme indiscret arrive dans la mauvaise chambre et s'enfuit. Cruchot est pris pour le voyeur par tout le couvent, consolidant les doutes de la Mère supérieure envers lui.

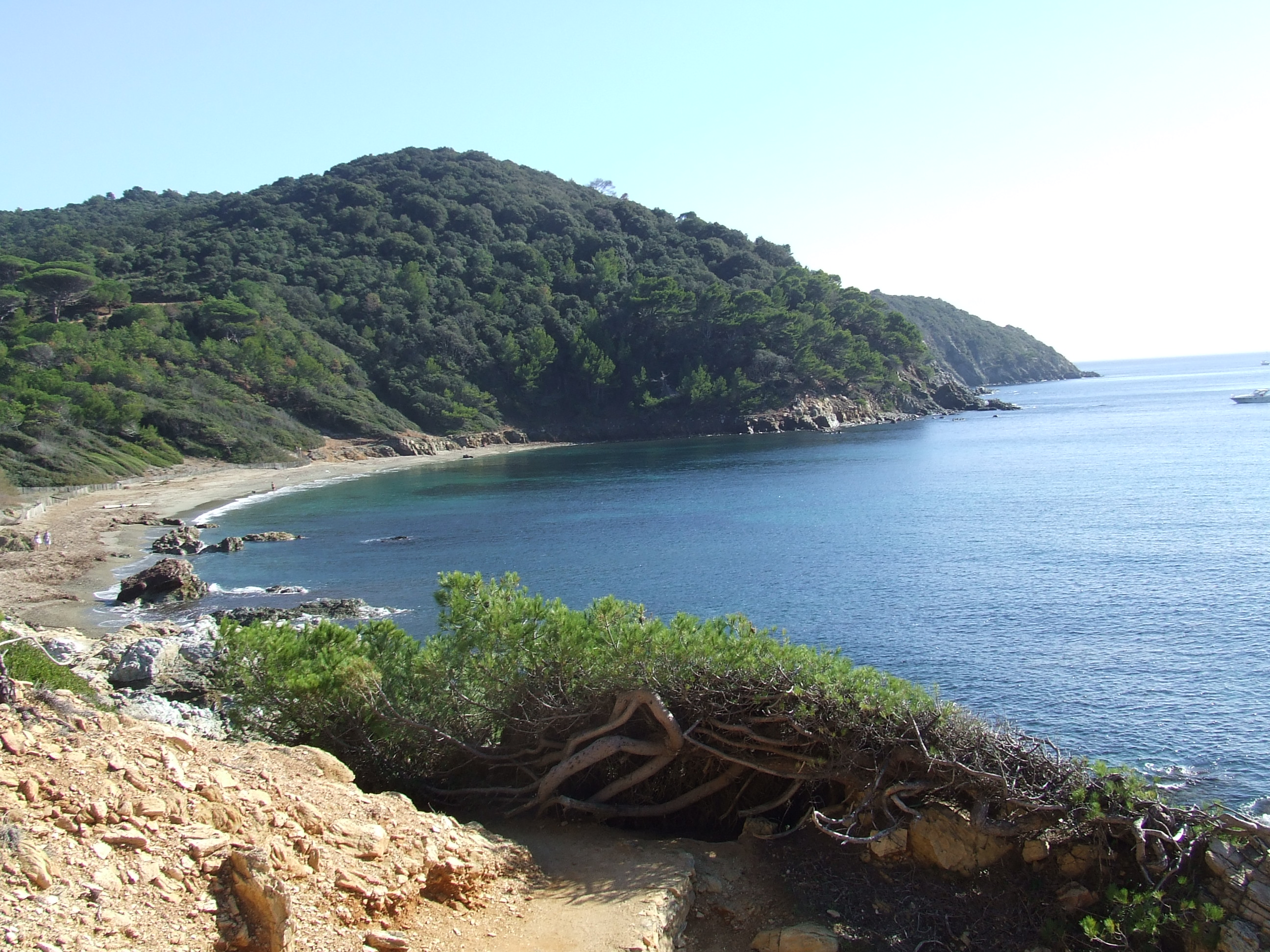
La plage où la gendarmette Leroy est enlevée, située à La Croix-Valmer.

Au matin, Marianne Bonnet, moqueuse, rend à Cruchot ce qu'elle croit être son billet doux. En voyant cela, Josépha fait une scène à Ludovic. Désespéré par la méprise, Cruchot enquête sur l'auteur du mot amoureux : il s'agit de Gerber. L'adjudant obtient son silence en échange d'éloges quotidiens envers Cruchot. La nuit, Isabelle Leroy, suivant un énigmatique message anonyme, se rend seule sur une plage et y est enlevée. Le jour suivant, Marianne Bonnet disparaît à son tour, alors qu'elle faisait la circulation à un carrefour. Leurs ravisseurs les séquestrent dans le yacht Albacora, mouillant dans le golfe de Saint-Tropez. Le commanditaire, criminel handicapé autodésigné « Le Cerveau », se fait passer pour un maniaque dans une lettre à la gendarmerie pour cacher ses véritables motivations.
Déjà dévasté par ces enlèvements, l'adjudant Gerber reçoit une visite du colonel qui lui annonce, de surcroît, la venue du ministre à la fin de la semaine, pour inspecter cette expérience. Le colonel souhaite voir les quatre stagiaires et rencontre Christine Rocourt et Yo Macumba dans la gendarmerie. Il désire également voir les deux autres, que Gerber prétend envoyées sur le terrain. Tandis que Gerber gagne du temps avec le colonel, Cruchot se charge de grimer un couple d'automobilistes avec les uniformes des deux gendarmettes restantes. En étant laissées déshabillées dans l'appartement de Gerber puis de Cruchot, celles-ci attisent la jalousie de Mme Gerber puis de Josépha. Le stratagème de Cruchot fait illusion. Le colonel pense avoir vu les quatre stagiaires. Il apprend à l'adjudant que Yo est la fille de Léopold Macumba, président du Boungawa, bientôt en visite à Paris. Dès lors, la brigade doit enquêter sur les disparitions des deux auxiliaires tout en protégeant les deux restantes, surtout la précieuse Yo. Gerber calme ses nerfs sur Cruchot et décide de cesser ses éloges envers lui.

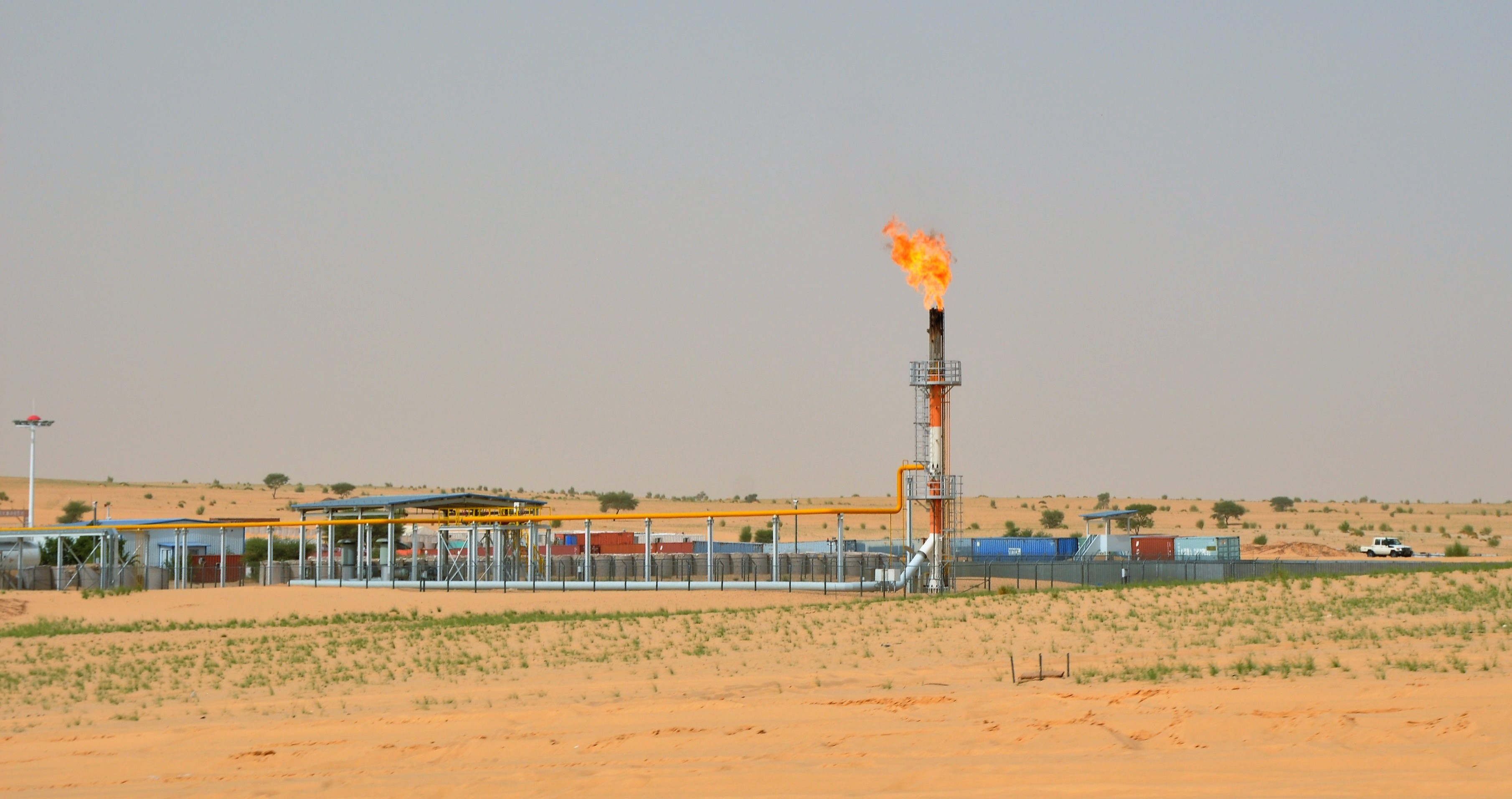
La disparition de Yo Macumba risquerait d'entraîner un grave incident diplomatique entre la France et le Boungawa, important pays producteur de pétrole en Afrique.

Christine Rocourt et l'adjudant Gerber partent chercher du côté du port. La jeune recrue remarque un marin déjà croisé auparavant, les quatre femmes ayant toutes reçu les avances de marins d'un même yacht insistant pour leur proposer une visite. Rocourt suit le marin dans la pharmacie où il rentre. Celui-ci achète un collyre rarement demandé, le même que celui utilisé par Isabelle Leroy. Rocourt suit le marin dans un bistrot, lui fait du charme et accepte de le suivre sur son bateau. Elle prévient avant cela par téléphone Yo Macumba à la gendarmerie et lui révèle ses découvertes, mais le marin coupe l'appel et l'enlève. Cruchot et Macumba rejoignent Gerber sur le port et se mettent à la rechercher. Les minutes suivantes, Yo Macumba échappe à son tour à la vigilance de Cruchot et est assommée par un autre marin, qui l'embarque sur son bateau vers l'Albacora. Cruchot ne retrouve que le sac et le bracelet de la dernière recrue. Gerber, dépité, se résout à dévoiler au colonel les évènements.
Le colonel arrive rapidement à la gendarmerie, excédé d'avoir été trompé, et somme les gendarmes de retrouver les quatre femmes, surtout la fille du président Macumba. L'affaire ne doit être ébruitée, de peur d'une rupture des relations entre la France et le Boungawa. Paradoxalement, le colonel ne facilite pas leur tâche en leur interdisant d'utiliser leurs véhicules, pour qu'ils comprennent à quel point il serait grave que le Boungawa coupe les robinets du pétrole à la France. La brigade de Saint-Tropez est donc contrainte de se servir de ses bicyclettes d'antan. Sachant qu'ils mènent l'enquête et comptent fouiller chaque bateau, « Le Cerveau » ordonne à ses hommes de menacer les gendarmes. Gerber et Cruchot échappent de peu à des tentatives de meurtre. Le criminel est à la recherche d'un bracelet que porte chacune des gendarmettes mais ne sait pas que Macumba a perdu le sien au cours de son enlèvement. Ses hommes pensaient erronément trouver le quatrième bracelet sur l'épouse de l'adjudant et la capturent également.

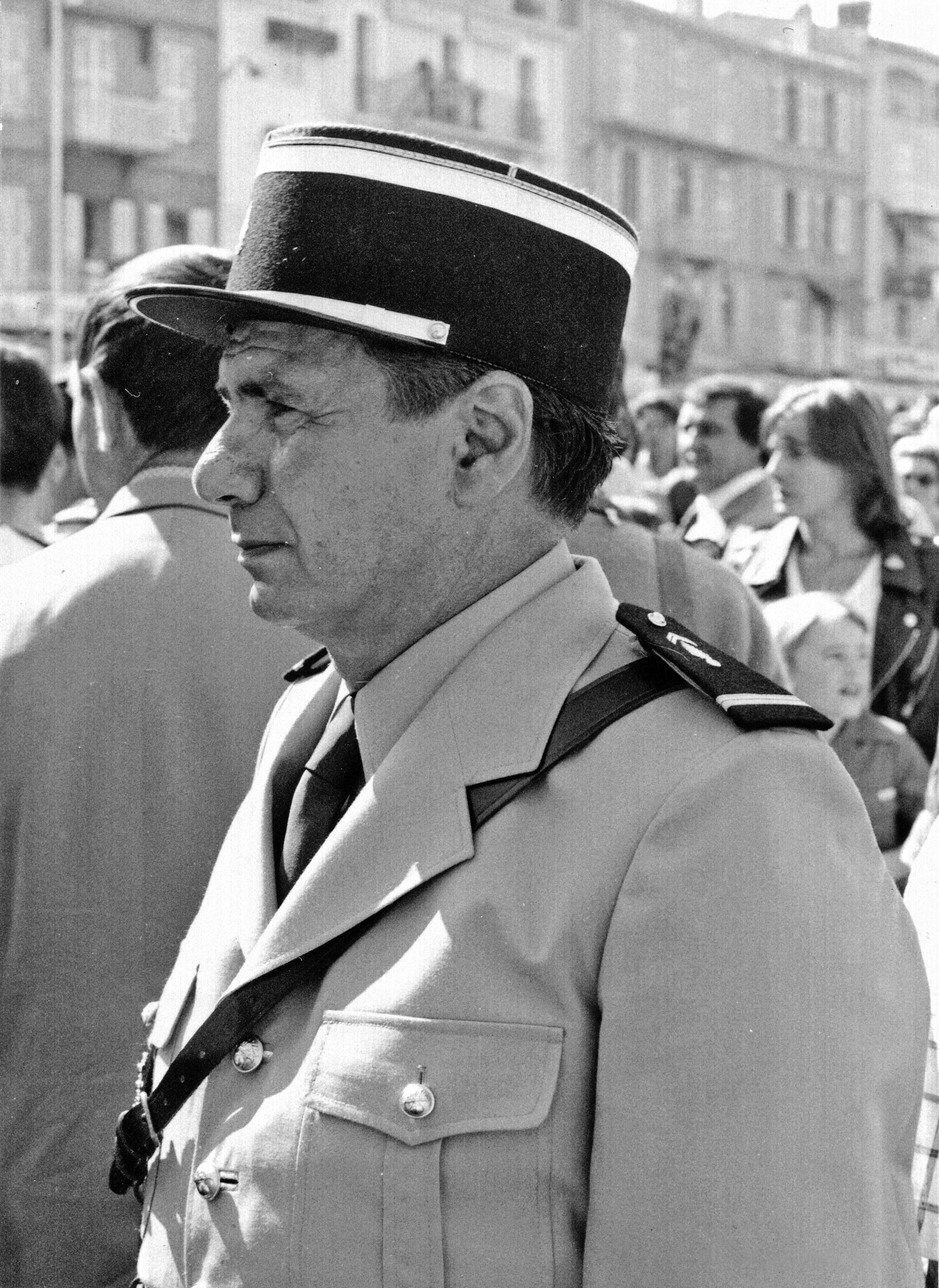
L'adjudant Gerber est dévasté par la disparition des auxiliaires féminines confiées à sa brigade.

L'adjudant est brisé par la disparition des gendarmettes et de son épouse. Il décide d'organiser un plan de la dernière chance, en habillant Josépha Cruchot en gendarmette, pour servir d'appât. Si Josépha est enthousiaste de se voir confier cette mission, son mari refuse catégoriquement de lui faire courir un aussi grand risque, mais est contraint d'accepter. Ludovic Cruchot se déguise en gendarmette à la place de son épouse, à l'insu de la brigade, et sillonne de nuit les rues de Saint-Tropez selon un itinéraire prévu, sous la surveillance des autres gendarmes. Cruchot finit néanmoins par être enlevé par les marins. La brigade découvre au retour à la gendarmerie que Josépha avait été remplacée par son mari.
Sur l'Albacora, le dernier bracelet est récupéré au bras de Cruchot, avant que ce dernier soit jeté dans la même chambre que les quatre gendarmettes et Mme Gerber. Personne ne comprend pourquoi elles ont été enlevées pour leurs bracelets. Ludovic Cruchot est conduit devant « le Cerveau », qui lui dévoile enfin son plan : sans que les gendarmettes n'en sachent rien, les quatre bracelets réunis forment une combinaison de chiffres constituant un code ouvrant l'accès à des données secrètes présentes dans l'ordinateur de la brigade. Le criminel charge Cruchot de retourner à la gendarmerie afin de laisser la place libre pendant une heure pour utiliser l'ordinateur, en échange de la libération des prisonnières.
Au matin, Cruchot est jeté devant la gendarmerie, toujours dans son déguisement de la veille. Passant par là, la Mère supérieure s'offusque de l'accoutrement de Cruchot et prend son travestissement comme une preuve supplémentaire de sa perversité. Cruchot se faufile dans la gendarmerie et revêt son uniforme de gendarme, pour reparaître auprès de sa femme et ses collègues, en ne leur fournissant que d'approximatives explications. Il les expédie tous, y compris l'adjudant, vers des tâches absurdes loin de la gendarmerie. La limousine noire de l'espion arrive et deux hommes de main viennent rentrer le code dans l'ordinateur, qui livre plusieurs pages de données confidentielles. À leur lecture, « Le Cerveau » est satisfait de son butin, des secrets militaires de très grande valeur, mais ne tient pas sa parole.

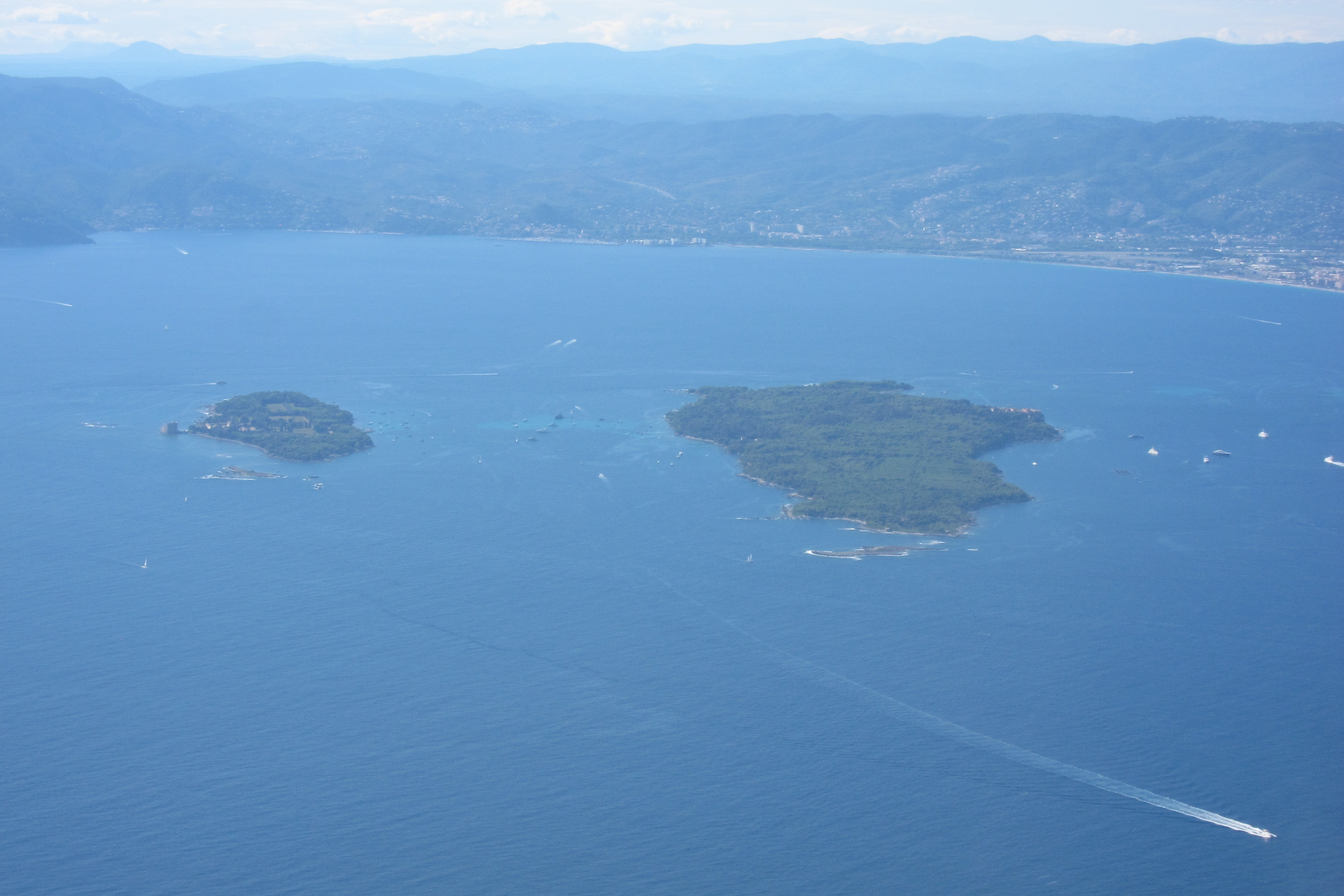
« Le Cerveau » cherche à voler et revendre des données classées secret défense sur l'implantation de fusées XZ sur les îles de Lérins et d'autres installations nucléaires de la région.

Au même moment, Yo Macumba retrouve dans son sac à main, porté par Cruchot, un gadget capable d'envoyer un message à tous les radio-émetteurs des environs. Elle émet un message de détresse à transmettre à la gendarmerie, que la Mère supérieure capte avec sa CB dans sa 2 CV en pleine campagne. Avec son style de conduite inimitable, elle s'empresse d'aller à la gendarmerie, au péril de sa vie, détruisant peu à peu sa voiture, et parvient à prévenir la brigade.
Sur l'Albacora, les six témoins gênants vont bientôt être exécutés. « Le Cerveau » a cependant accordé aux jeunes femmes d'accomplir de dernières volontés. Elles déclarent toutes vouloir passer un ultime moment de plaisir. Chacune part en compagnie d'un homme de main dans une chambre du yacht, provoquant l'indignation de Cruchot. Ce dernier se retrouve seul avec la pauvre Mme Gerber, laissée de côté par les marins avec Cruchot. Leur fin s'approchant, ils avouent mutuellement des sentiments cachés l’un pour l’autre. De leur côté, chaque gendarmette en profite pour maîtriser son partenaire et le mettre hors d'état de nuire. Les gendarmes investissent alors le yacht en formation commando à bord d'un zodiac, pour découvrir que tout le travail est déjà fait : les gendarmettes les accueillent un verre à la main, l'ensemble des malfaiteurs menottés dans un coin de la pièce avec « Le Cerveau ». Gerber fouille le yacht pour trouver sa femme et la découvre avec Cruchot, enlacés dans ce qu’ils pensaient être leurs derniers instants.
Lors de l'inspection du ministre, Gerber et Cruchot lui remettent les documents volés par « le Cerveau ». Le ministre les déchire, à leur grande stupéfaction, en leur expliquant avoir piégé l'espion avec de fausses informations. D'abord décontenancés, les deux gendarmes s'offusquent d'avoir été manipulés. Le ministre en fait simplement un énième exemple de la totale confiance de l'institution envers le talent de la brigade de Saint-Tropez et les laisse à leur « triomphe habituel ». Applaudis par la foule, les gendarmes défilent en musique sur le port de Saint-Tropez, suivis des quatre héroïques stagiaires, tandis que Mmes Cruchot et Gerber n'acclament que les femmes gendarmes et appellent à les mettre en tête de cortège.

## Fiche technique
- Titre original :  Le Gendarme et les Gendarmettes
- Réalisation : Jean Girault
- Scénario, adaptation et dialogues : Jacques Vilfrid, Jean Girault, Gérard Beytout, d'après des personnages créés par Richard Balducci
- Assistants-réalisateurs : Tony Aboyantz, Jacques Santi (seconde équipe), Bernard Seitz, Christophe Valette
- Musique : Raymond Lefebvre (éditions EMCI)
- Décors : Sydney Bettex
- Photographie : Jean Boffety
- Son : Paul Lainé
- Montage : Michel Lewin
- Chorégraphie : Jean Guélis
- Coordination des cascades : Rémy Julienne
- Photographe de plateau : Sylvie Lancrenon
- Production : Gérard Beytout
- Société de production et de distribution : Société nouvelle de cinématographie
- Budget : 27 millions de francs[a] (soit environ 10,7 millions d'euros en 2024[1])
- Studios : Studios de Boulogne
- Pays d'origine :  France
- Langue originale : français
- Format : couleur (Eastmancolor) — 35 mm — 1,66:1 — son mono
- Genre : Comédie policière
- Durée : 99 minutes (2 688 métrages)[2]
- Visa d'exploitation : no 55479[2]
- Date de sortie :
  -  France : 6 octobre 1982
- Affiche : Clément Hurel (France)

## Distribution
- Les gendarmes
  - Louis de Funès : Ludovic Cruchot, maréchal des logis-chef
  - Michel Galabru : Alphonse Gerber[note 2], adjudant
  - Guy Grosso : Tricart, gendarme
  - Michel Modo : Berlicot, gendarme
  - Maurice Risch : Beaupied, gendarme
  - Patrick Préjean : Perlin, gendarme
- Les gendarmettes
  - Babeth Étienne : Marianne Bonnet
  - Nicaise Jean-Louis : Yo Macumba, fille d'un président africain
  - Catherine Serre : Christine Rocourt
  - Sophie Michaud : Isabelle Leroy
- Claude Gensac : Josépha Cruchot
- France Rumilly : la Mère supérieure[note 3]
- Micheline Bourday : Germaine Gerber[note 4]
- Jacques François : le colonel
- Pierre Repp : le plaignant bégayeur
- Jean-Louis Richard : « le Cerveau », criminel handicapé
- Jean-Marie Balembois : l'adjoint du « Cerveau » volant les documents dans la gendarmerie
- Stéphane Bouy : Olsen, un marin de l’Albacora
- Max Montavon : le pharmacien
- Franck-Olivier Bonnet : le marin costaud de l’Albacora
- Jean Turlier : le ministre
- Jean Panisse : le bistrotier
- Xavier Letourneur : le capitaine au côté du colonel.
- René Berthier : Berthier, chef d'escadron, adjoint du colonel
- Philippe Ruggieri : Georges, pris pour une femme par Cruchot
- Sandra Barry : la fiancée de Georges, déguisée en gendarmette par Cruchot
- Janine Souchon : la religieuse qui lit le Manifeste du parti communiste
- Dominique Julienne : le jeune voyou à moto[note 5]
- Christine Pignet : l'une des jeunes femmes à la gare

## Production et réalisation

### Genèse et développement

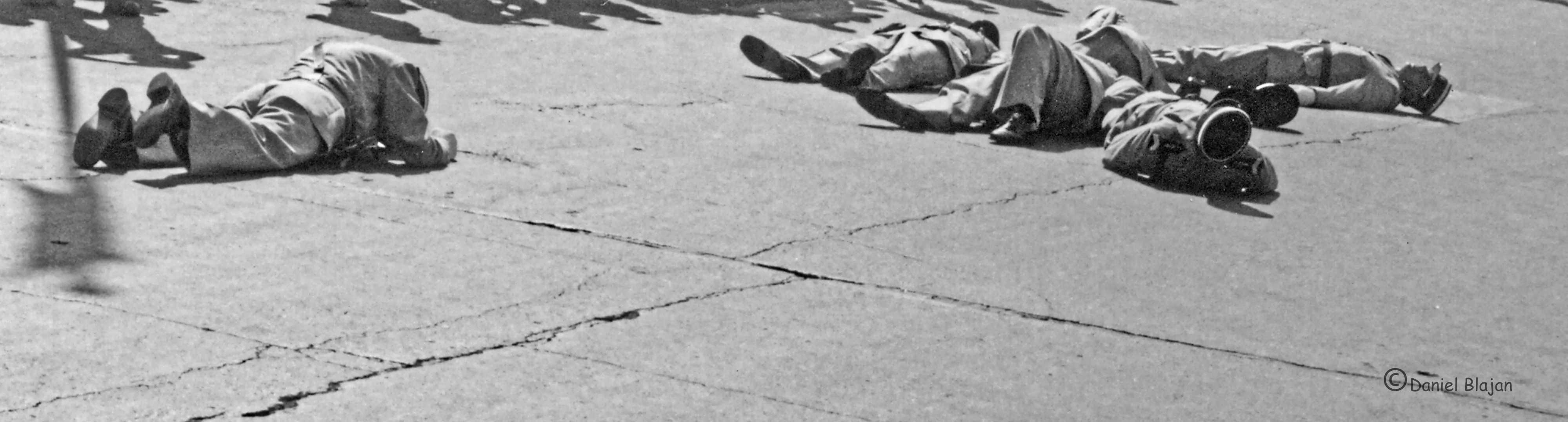
Les extra-terrestres vaincus par la brigade de Saint-Tropez à la fin du Gendarme et les Extra-Terrestres. Ils devaient se venger dans une suite.

Après le succès en salles que rencontre Le Gendarme et les Extraterrestres en 1979, marquant le retour du Gendarme de Saint-Tropez après neuf ans d'absence, un sixième film est immédiatement imaginé, mettant en scène la vengeance des extra-terrestres battus. Lors du tournage de L'Avare, projet plus personnel que monte Louis de Funès entre-temps, le prochain Gendarme est annoncé, provisoirement intitulé Le Gendarme et la Revanche des Extra-Terrestres. Le titre Le Gendarme et la Vengeance des Extra-Terrestres est aussi mentionné. Suivant le rêve — souvent évoqué mais sans cesse reporté — de l'acteur principal de tourner un film muet, cette suite dans l'espace aurait été presque muette, avec beaucoup d'effets spéciaux, des scènes en apesanteur et des trucages vidéo. Cette suite est sur le point d'être tournée à l'été 1981. Les décors sont en préparation et les repérages ont été lancés.

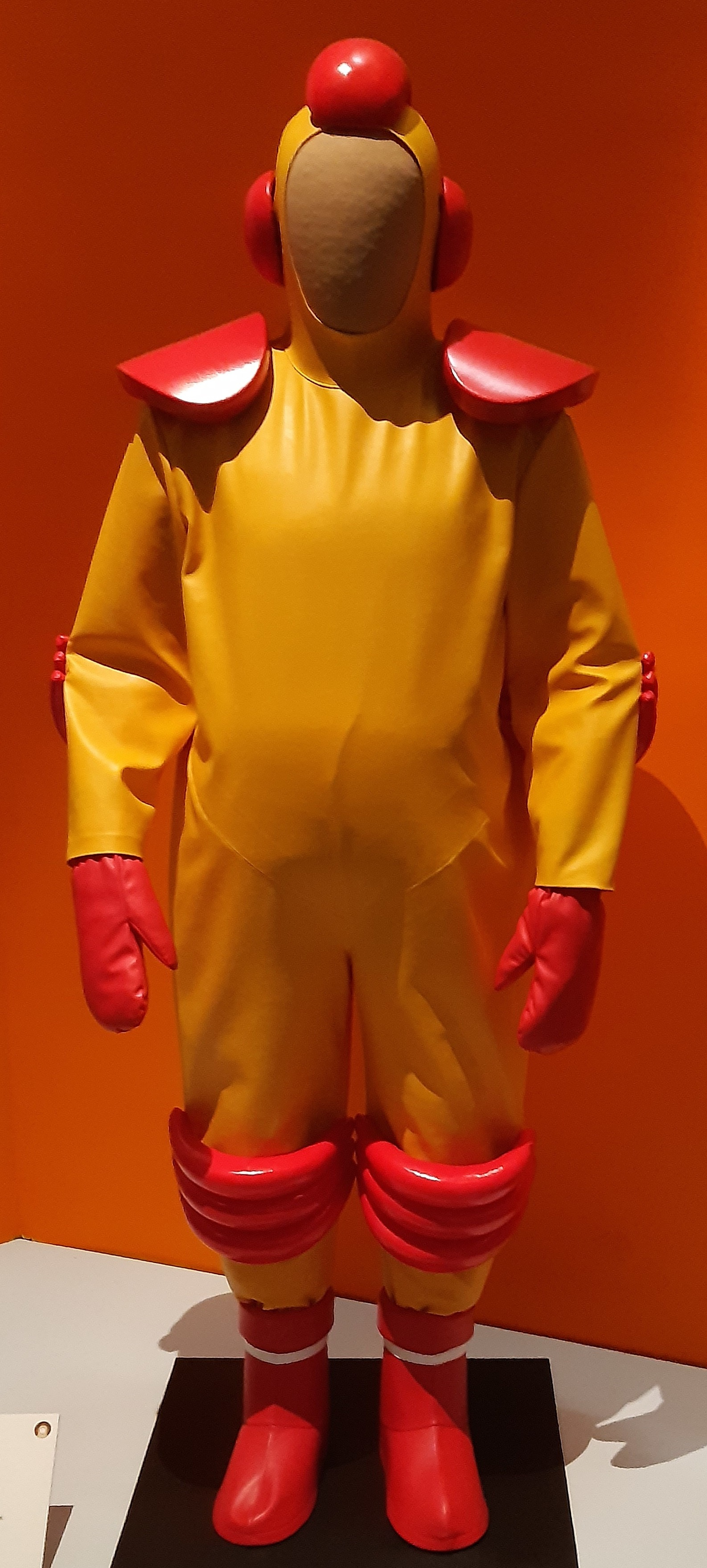
L'intrigue de La Soupe aux choux rend redondant Le Gendarme et la Revanche des Extra-Terrestres, projet initial du sixième Gendarme.

Une fois L'Avare sorti, Louis de Funès s'oriente plutôt sur l'adaptation du roman La Soupe aux choux de René Fallet, une autre histoire de rencontre extra-terrestre,. Au moment de revenir au Gendarme de Saint-Tropez, le projet d'un retour des extra-terrestres est de nouveau écarté, pour ne pas lasser son public après déjà deux films sur le sujet,,. À cette époque, de nombreuses professions ou filières se féminisent l'une après l'autre, donnant lieu à des débats, polémiques ou moqueries. En 1979, l'administration de la gendarmerie avait été ouverte aux femmes,,. Quelques femmes étaient déjà présentes dans l'institution sous l'appellation de « volontaires du service national féminin » depuis 1972. En 1982, le ministère de la Défense annonce pour l'année suivante l'ouverture des métiers de terrain aux femmes, dans des postes d'officiers et sous-officiers,,,,. Apprenant dans la presse la formation de femmes à l'école de gendarmerie de Fontainebleau, le scénariste Jacques Vilfrid trouve-là le sujet pour le sixième opus du Gendarme : confronter la brigade de Saint-Tropez à de nouvelles recrues féminines,. Le projet dans son sujet définitif est lancé en 1981.
Le Gendarme et les Gendarmettes est conçu par l'équipe historique de la série, commencée dix-huit ans auparavant. Seul Richard Balducci ne désire plus participer au scénario, s'étant déjà éloigné du Gendarme depuis plusieurs films. Jacques Vilfrid écrit le scénario avec son vieux complice le réalisateur Jean Girault,. Girault est également un fidèle de Louis de Funès, déjà derrière les cinq précédents films du Gendarme, ainsi que Pouic-Pouic, Faites sauter la banque, Les Grandes Vacances et Jo, et il vient de partager avec lui la réalisation de L'Avare et La Soupe aux choux,. Louis de Funès prend part à l'écriture des dialogues. L'acteur explique aimer s'impliquer dans « la rédaction et surtout la finition du scénario », en particulier « la construction des dialogues pour qu'il [lui] aille bien ». Il fait relire le scénario à son amie proche Macha Béranger, qui y ajoute quelques idées et répliques,,. Les décors sont toujours de Sydney Bettex et la musique de Raymond Lefebvre. Toutefois, le directeur de la photographie est un nouveau sur la série : Jean Boffety, collaborateur régulier de Robert Enrico et Claude Sautet.

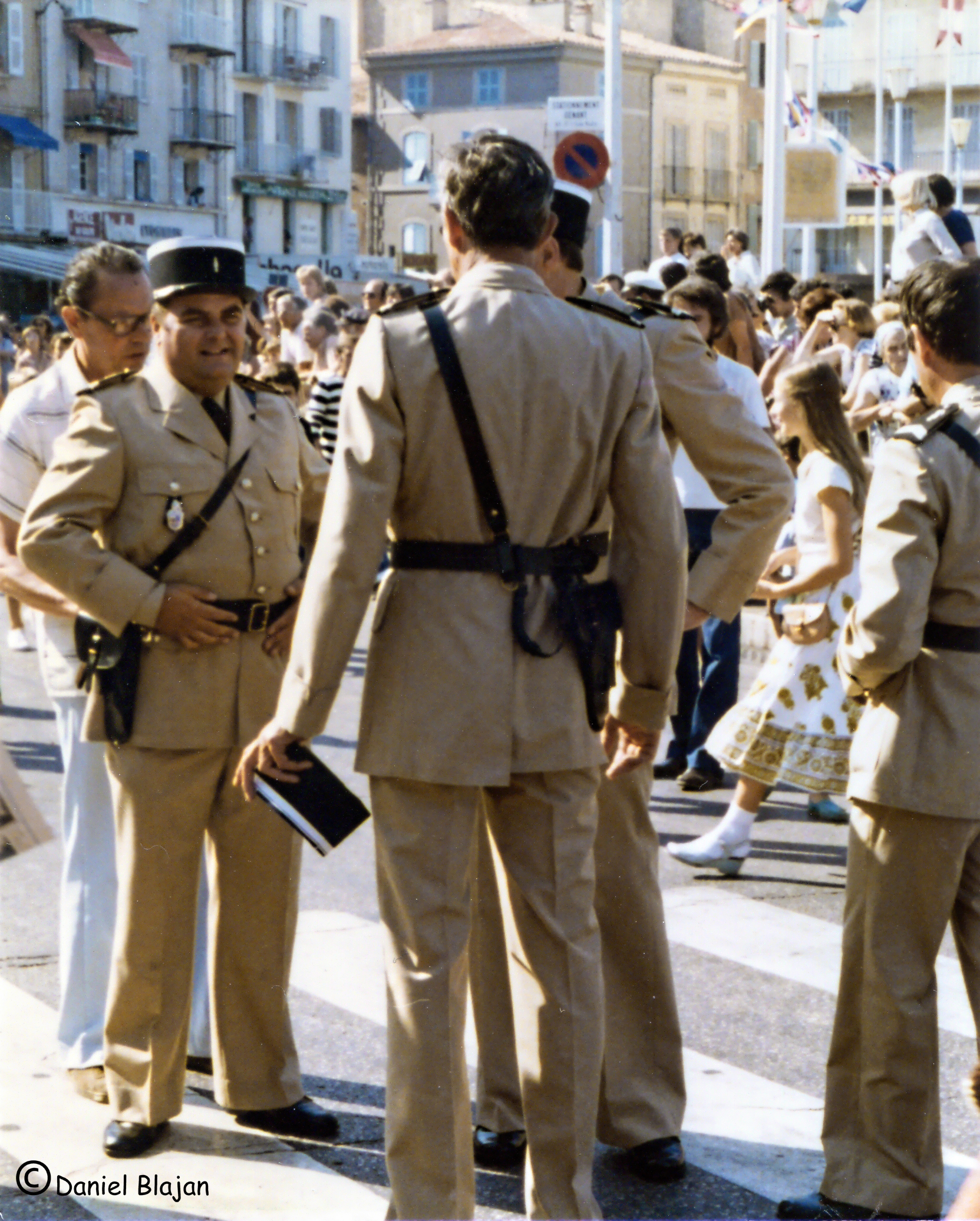
La brigade conserve son emblématique uniforme d'été « couleur sable », malgré sa disparition dans la réalité.

La production demeure assurée par Gérard Beytout et sa Société nouvelle de cinématographie, comme pour toute la série,,. Beytout est également crédité en tant que co-scénariste sur ce film. À l'instar du cinquième film, le budget est largement bouclé par les ventes à l'avance aux très enthousiastes distributeurs européens et du Canada francophone,,,. Cela permet d'accorder un confortable budget de 27 millions de francs au film. Comme pour chaque film, la Gendarmerie nationale apporte son aide à la production, essentiellement en prêtant ses locaux et ses hommes pour le tournage. D'ailleurs, les gendarmes dans le film conservent leur traditionnel uniforme d'été dit « couleur sable », l'un des symboles de la série, alors que cette tenue n'est plus en vigueur dans la gendarmerie nationale depuis 1979. L'uniforme des « gendarmettes » reprend le véritable uniforme féminin, mais avec des couleurs légèrement plus claires. Elle portent également des escarpins, absents du véritable uniforme. La confection de ces tenues est confiée à la maison de haute couture Carven. L'ordinateur installé à la gendarmerie est un Bull Questar (en) M de CII Honeywell-Bull de 1981.
Le comédien Maurice Risch analyse que la structure du scénario diffère des autres de la série : jusqu'alors les précédents films mettaient en avant Cruchot et sa brigade d'incompétents qui s'opposaient à quelque chose, mais ce sixième film est plutôt axé sur les « gendarmettes » que sur la brigade classique. Cependant, la trame suit un déroulement classique dans la série : une succession de gags et situations comiques indépendants au début puis l'irruption d'une intrigue policière qui amène Cruchot à agir seul contre tous. Par ailleurs, Jean-Noël Luc, historien de la gendarmerie, remarque que ce sixième film est le seul de la série à montrer pleinement la fonction judiciaire de l'institution, à travers l'enquête menée pour retrouver les « gendarmettes ».

### Attribution des rôles
La brigade de Saint-Tropez est dans ce film composée de Louis de Funès, Michel Galabru, Maurice Risch, du duo Grosso et Modo, et de Patrick Préjean. Louis de Funès, Galabru, Grosso et Modo, ainsi que France Rumilly qui incarne la religieuse, sont les seuls acteurs apparus dans les six films de la série.

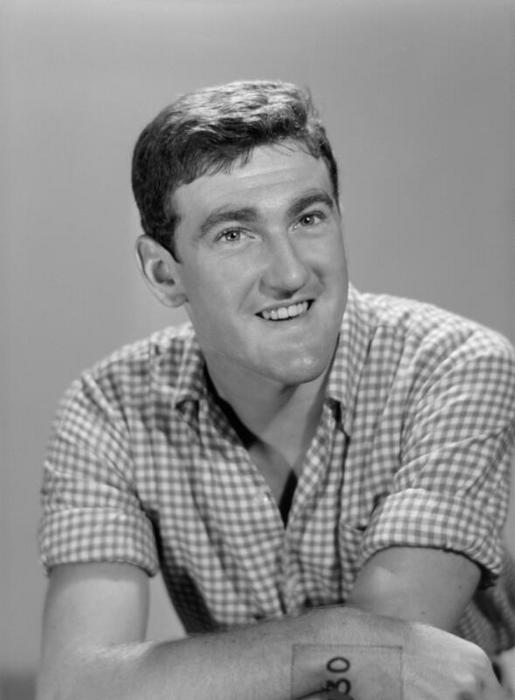
Patrick Préjean est le dernier comédien à intégrer la brigade des gendarmes de Saint-Tropez.

Maurice Risch n'est apparu qu'à partir du Gendarme et les Extra-Terrestres, dans le rôle du gendarme Beaupied, équivalent à celui que tenait Jean Lefebvre dans les films antérieurs. Il est un fidèle partenaire de Louis de Funès, depuis les années 1960. Dans le cinquième film, Jean-Pierre Rambal interprétait le gendarme Taupin, comblant l'absence de Christian Marin et de son personnage du gendarme Merlot. Rambal doit revenir dans ce sixième film mais est trop occupé au théâtre par Amadeus mis en scène par Roman Polanski,,. Louis de Funès accepte d'attendre que Rambal soit libéré. Alors que Polanski cède finalement à le laisser quitter la pièce, la direction du théâtre menace la production du film d'un procès pour garder l'acteur. Jean-Pierre Rambal est contraint de se désister du film, à regret. Louis de Funès désigne Patrick Préjean, notamment croisé sur Le Tatoué, pour le remplacer dans un rôle similaire,. La brigade conserve ainsi son nombre habituel de six gendarmes.
Le film voit aussi le retour de Claude Gensac en Josépha Cruchot après son remplacement par Maria Mauban dans Le Gendarme et les Extraterrestres. Elle n'avait plus interprété l'épouse d'un personnage de Louis de Funès depuis Jo en 1971, mais était apparue à ses côtés dans d'autres rôles pour L'Aile ou la Cuisse, L'Avare et La Soupe aux choux. Son retour dans le rôle est apprécié et considéré comme un progrès par rapport au précédent film. Toutefois, le personnage est en contradiction avec ses précédentes apparitions : de femme élégante et distinguée, elle devient ici une mégère qui fait des scènes de ménage à son mari,.

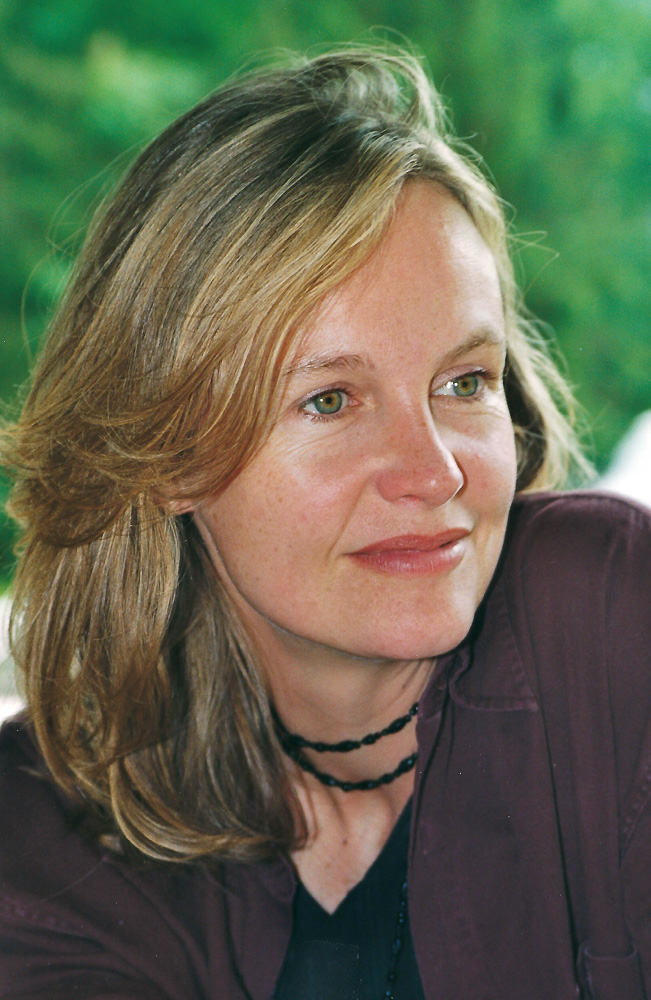
Sophie Michaud, ici en 2000, tient le rôle d'une des quatre « gendarmettes ».

Louis de Funès dirige les auditions pour les seconds rôles. Pour créer un contraste comique avec sa taille de 1,65 m, il réclame des actrices de plus de 1,72 m pour les « gendarmettes »,,. Quatre jeunes actrices débutantes sont choisies. L'acteur-réalisateur relativise leur manque d'expérience : « Ça ne fait rien, elles ont fait des « petites » choses comme des photos ou de la pub. Ça permet déjà de les diriger ». Il a repéré Nicaise Jean-Louis, jeune Guadeloupéenne, dans Moonraker, un James Bond tourné en France, où elle joue l'une des « femmes parfaites » de l'antagoniste Hugo Drax,,,. Également sbire de Drax dans Moonraker, Catherine Serre se souvient d'avoir décroché son rôle face à une actrice issue de la Comédie-Française. Serre est l'actrice la plus expérimentée du quatuor, sortie du Conservatoire et apparue dans une dizaine de productions, dont des seconds rôles dans La situation est grave mais... pas désespérée ! et One, Two, Two,. Âgée d'à peine 19 ans lors du tournage, Sophie Michaud, jusqu'alors seulement apparue dans une publicité et un film, considère Le Gendarme et les Gendarmettes comme sa véritable première expérience de comédie. Seule la mannequin Babeth détient une véritable notoriété, révélée médiatiquement par sa relation puis son mariage avec le chanteur Johnny Hallyday à la fin de l'année 1981,,. La production pense à engager Babeth en entendant à la radio sa chanson Bébé reggae, petit succès de l'époque,. Sa séparation avec le chanteur est annoncée en février 1982, après à peine deux mois de mariage. Le couple vit pourtant ensemble dans une villa à Saint-Tropez au cours du tournage,,,. L'incertitude autour de leur relation perturbe les journalistes lors du tournage et de la promotion, qui ne savent pas s'il faut toujours la désigner comme l'épouse de Johnny Hallyday,.
Micheline Bourday, Jacques François et René Berthier reprennent leurs rôles du précédent film, respectivement Mme Gerber, le colonel et le chef d'escadron. Max Montavon, figure de la « famille de cinéma » funésienne, interprète un petit rôle de pharmacien. Le rôle du criminel commanditant l'enlèvement des femmes gendarmes est attribué à Jean-Louis Richard, membre atypique de la Nouvelle Vague qui s'est engagé dans une tardive carrière de second rôle dans les années 1980, apparaissant à la même époque en antagoniste dans Le Dernier Métro, Le Professionnel ou Le Choc,. Franck-Olivier Bonnet, habitué aux rôles de brutes, est ici l'un des hommes de main du criminel. L'automobiliste que Cruchot travestit en « gendarmette » est joué par Philippe Ruggieri, le petit ami de Francine dans La Soupe aux choux. Le rôle de sa femme, également déguisée par Cruchot, est tenu par Sandra Julien, créditée « Sandra Barry », connue pour ses films érotiques et déjà apparue dans de précédentes réalisations de Jean Girault. Jean Panisse revient dans un rôle de bistrotier du port, dix-huit ans après le premier film. Pierre Repp joue à nouveau un personnage de bègue, comme celui qu'il tenait dans le précédent film. Ravi de leur collaboration sur La Soupe aux choux, Louis de Funès souhaitait confier un rôle à Jacques Villeret mais celui-ci prétexte un autre engagement pour éviter de lui avouer ce qu'il pense du scénario. La distribution comporte également environ 450 figurants, venus de tout le Var.
Pour ce film faisant suite à cinq succès commerciaux, Louis de Funès perçoit un confortable cachet de 3 millions de francs, et Michel Galabru 1 million. Quant au reste de la brigade, Patrick Préjean explique que « pour compenser le fait que les rôles des autres gendarmes soient moins importants que par le passé, nous avons été payés royalement et très gâtés ».

### Tournage
Le tournage se déroule d'abord à Saint-Tropez et ses environs au printemps 1982 — afin d'éviter la saison touristique estivale pour le confort des prises de vues et des raisons de sécurité, face à l'afflux de touristes — et se poursuit ensuite aux studios de Boulogne, en région parisienne,,,,. Comme sur le cinquième Gendarme, les prises sont filmées au format 1,66:1, à la mode en ces années-là, alors que les quatre premiers étaient en scope.

#### La coréalisation Jean Girault / Louis de Funès

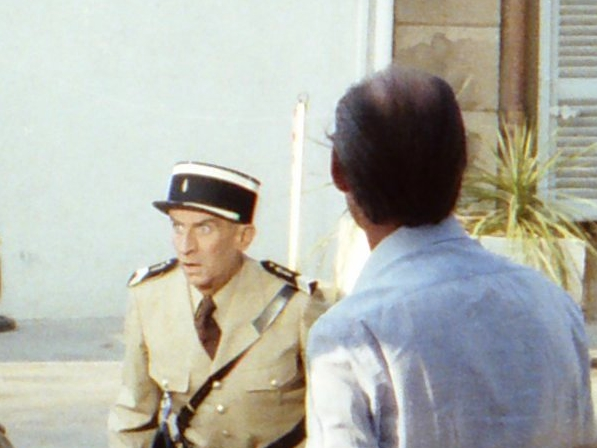
Louis de Funès observé par Jean Girault, lors du tournage du Gendarme et les Extra-Terrestres, en 1978.

Sur le plateau, Louis de Funès partage la réalisation avec l'expérimenté Jean Girault, comme ils l'avaient fait sur L'Avare et La Soupe aux choux. À l'inverse de L'Avare, l'acteur ne signe pas la réalisation cette fois-ci. Leur collaboration consiste à permettre au comédien de s'immiscer dans l'aspect artistique de la réalisation tandis que, selon les mots de la journaliste Danièle Heymann, « la sûreté technique [de Jean Girault] apaise ses angoisses »,,. Ne connaissant que très peu les appareils de cinéma, Louis de Funès confie à son partenaire les aspects techniques de la réalisation — le placement, le réglage et le cadrage des caméras, la lumière, les « action ! », « moteur ! », ou « coupez ! », entre autres —, tandis qu'il prend en partie en charge le côté artistique, c'est-à-dire la mise en scène et la direction d'acteurs,. Il désigne sous le terme de « mise en scène technique » la part de travail de Girault.
Dans sa direction d'acteurs, Louis de Funès veille notamment sur l'interprétation de ses partenaires, surtout les jeunes débutantes, qu'il conseille et rassure, comme l'avaient fait avec lui des célébrités lors de son ascension, tel le vénérable comique italien Totò,. L'acteur-réalisateur renouvelle son utilisation systématique de l'écran de contrôle vidéo découvert sur La Soupe aux choux, qui permet de visionner immédiatement les prises, et s'avère être un outil de travail désormais indispensable pour lui : « Cela permet de se corriger sur l'instant, de modifier un détail et de garder le contrôle complet de son jeu ainsi que de tout ce qu'il se passe autour »,.
La collaboration Jean Girault / Louis de Funès se fait dans la lignée de leurs précédents tournages, avec une grande liberté laissée au comédien par son ami réalisateur. Leur fructueuse association est en effet due à leur vision identique de la fonction de réalisateur comique, qui ne devrait que guider l'acteur — qui sait précisément comment provoquer les rires du public — et le laisser créer sans entraves. À l'époque de Jo (1971), Jean Girault expliquait : « Louis, c'est le moteur, un moteur pétaradant aux reprises nerveuses ; moi, je suis le frein ». Lors des tournages, il sollicite régulièrement l'acteur, pour se fonder sur ses inventions, et accepte la plupart de ses propositions, même si elles obligent à transformer le scénario et le découpage. Seules les limites techniques peuvent laisser le dernier mot à Jean Girault, par ailleurs reconnu pour ses qualités de technicien : il réclame seulement que soit respectée la cohérence du montage.

#### Tournage à Saint-Tropez

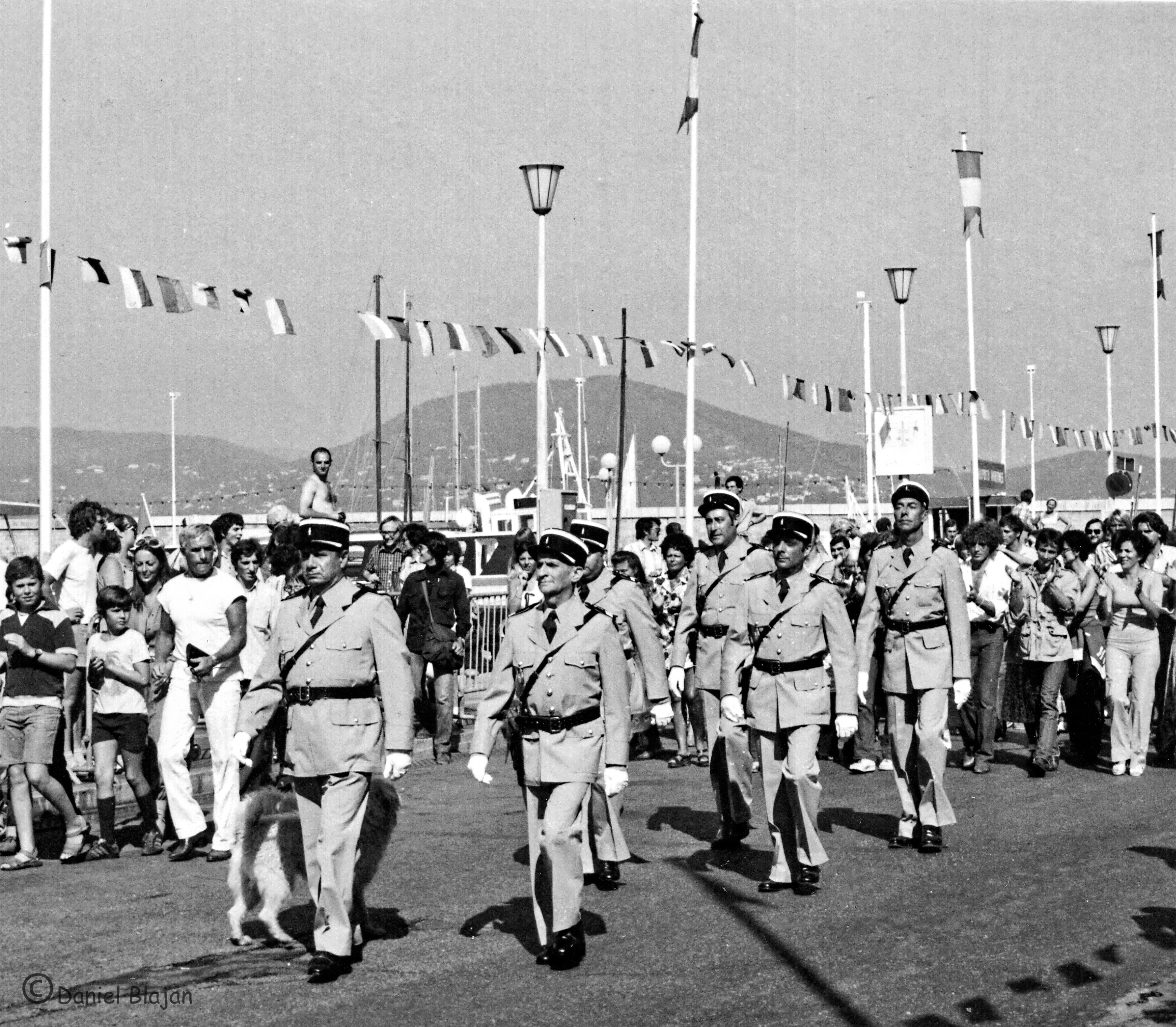
Tradition dans la série, la première scène tournée est le défilé final sur le port de Saint-Tropez, ici pour Le Gendarme et les Extraterrestres en 1978.

Dans la tradition des précédents films, le tournage du Gendarme et les Gendarmettes commence par le défilé final sur le port de Saint-Tropez, inspiré de la bravade de Saint-Tropez, avec le concours de la population locale,. Une fanfare défile le matin et le son enregistré est gardé pour l'après-midi, où les prises de vues ont réellement lieu, en présence des comédiens, précédés des majorettes de Saint-Laurent-du-Var et entourés d'une foule guidée par des haut-parleurs.
L'endroit servant de décor à la nouvelle gendarmerie où s'installe la brigade est alors le siège de la police de Saint-Tropez, place de la Garonne,,,. Le ministère de l'Intérieur a autorisé les prises de vues aux abords du commissariat ainsi que les entrées et sorties d'acteurs dans le bâtiment. Louis de Funès constate d'ailleurs que l'ancien bâtiment, situé à quelques centaines de mètres, place Blanqui, est devenu un véritable passage touristique, très visité et photographié. Le cœur historique est très présent dans cet opus, par exemple lors de la recherche des « gendarmettes » jusque dans les hauteurs, lors du traquenard nocturne allant du pied de l'église Notre-Dame-de-l'Assomption jusqu'au port, ou quelques plans sur la célèbre place des Lices,.

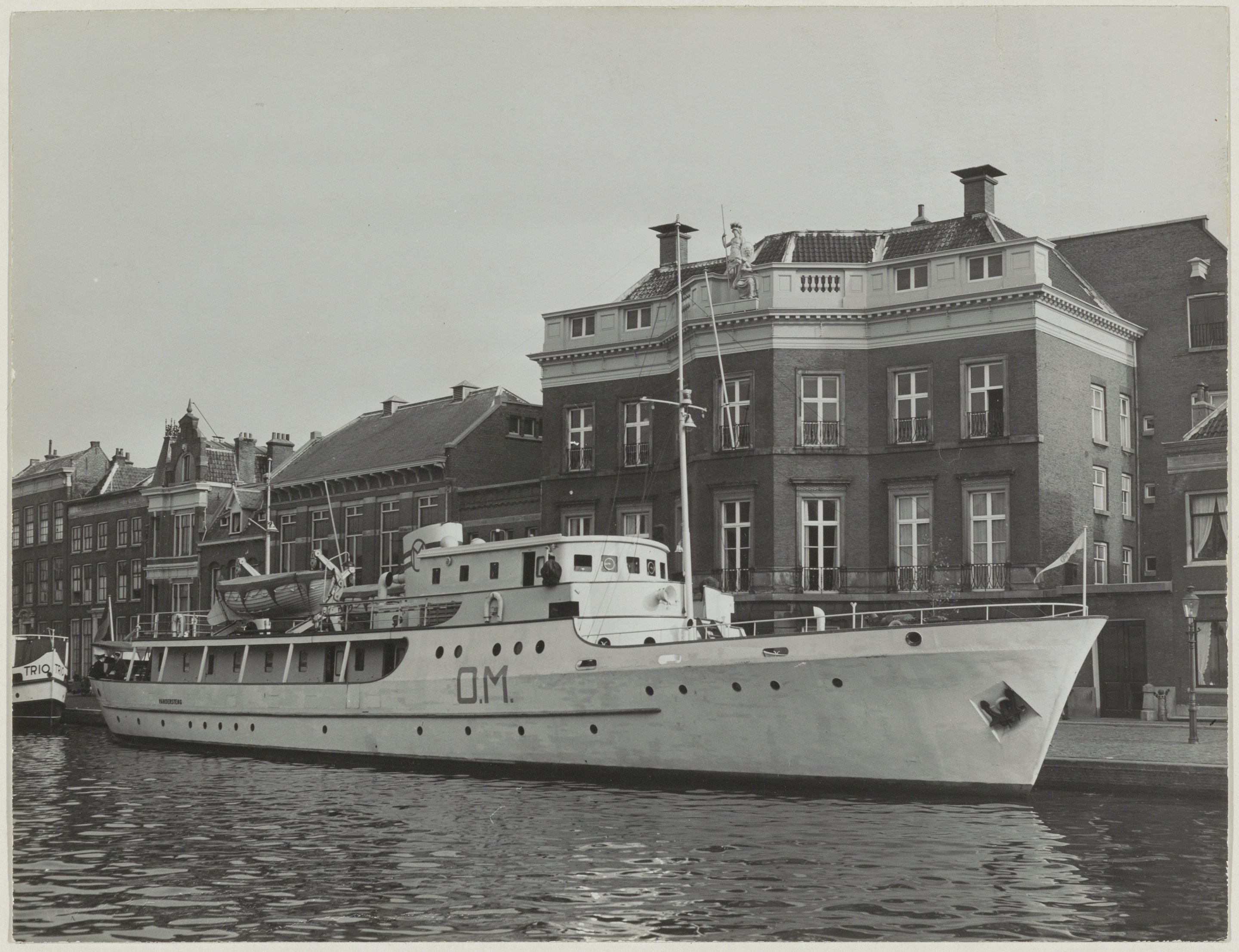
Le yacht Albacora of Tortola en 1948, alors nommé le Van der Steng.

De nombreuses routes et paysages de l'arrière-pays tropézien, ainsi que des plages, sont également utilisés, notamment à Gassin et Ramatuelle, dont certains lieux déjà vus lors des précédents films,,,. Au moins une matinée de tournage a lieu en gare d'Hyères, où Cruchot et Gerber viennent chercher les quatre jeunes recrues,,. Leur trajet en Méhari passe par Saint-Raphaël. Les plans extérieurs du yacht du « Cerveau » sont filmés dans le golfe de Saint-Tropez sur l'Albacora of Tortola, qui garde son nom dans l'histoire,. Lors de la scène où la brigade investit l'Albacora depuis un zodiac, les comédiens, peu sportifs, ont du mal à aborder le yacht et se mouvoir dans leurs combinaisons d'hommes-grenouilles.
Une séquence du scénario disparaît du film fini : Cruchot devait faire suivre un entraînement intensif aux quatre femmes, en écho à celui subi par les gendarmes dans le premier film afin de s'aguerrir pour lutter contre les nudistes. Les « gendarmettes » auraient abordé diverses disciplines, dont le saut à la perche, en hauteur, le lancer du poids, la course de haies ou le javelot, nécessitant l'emploi de doublures. Par ailleurs, une scène devait montrer Isabelle Leroy en train de conduire, mais le réalisateur découvre tardivement que Sophie Michaud n'a pas son permis : la production l'inscrit dans une auto-école mais la « gendarmette » échoue à son examen, obligeant à modifier la scène prévue.

#### Une ambiance détendue vite alourdie
« Un film catastrophique. La mise en scène de cinéma, surtout dans le comique, demande une énergie et une santé énormes. Or, Jean était en train de partir et Louis, qui était aussi très affaibli, ne suffisait pas pour maîtriser les choses. Tony Aboyantz, le premier assistant, essayait de tenir le film la tête hors de l'eau. »

— Maurice Risch, années 2000.
L'état de santé de Louis de Funès depuis son double infarctus en 1975 nécessite de le ménager, l'obligeant à ne tourner que quelques heures par jour, et de lui accorder du repos après ses scènes. Le tournage est entièrement planifié autour de ces contraintes : l'acteur principal ne doit pas tourner la nuit et il doit s'astreindre à deux heures de sieste par jour, pendant lesquelles l'équipe tourne d'autres plans sans lui. Ses week-ends sont également préservés. Comme à chacun de ses tournages depuis L'Aile ou la Cuisse, un cardiologue est présent à proximité du plateau pour le surveiller,,. Il prend sa tension avant les prises et, dès qu'il fait une action un peu trop brusque, lui demande d'arrêter. Cependant, Catherine Serre précise que l'acteur-réalisateur demeure tout aussi alerte et exigeant qu'il semblait l'être avant ses problèmes de santé : « Il y a des scènes que l'on a dû reprendre vingt, vingt-cinq fois jusqu'à ce qu'il soit content. Il assistait à tout. Il supervisait tout. Il était là sans arrêt. Il venait même sur les scènes où il ne tournait pas ». Il a même du mal à respecter dans son jeu les recommandations de s'économiser du médecin.

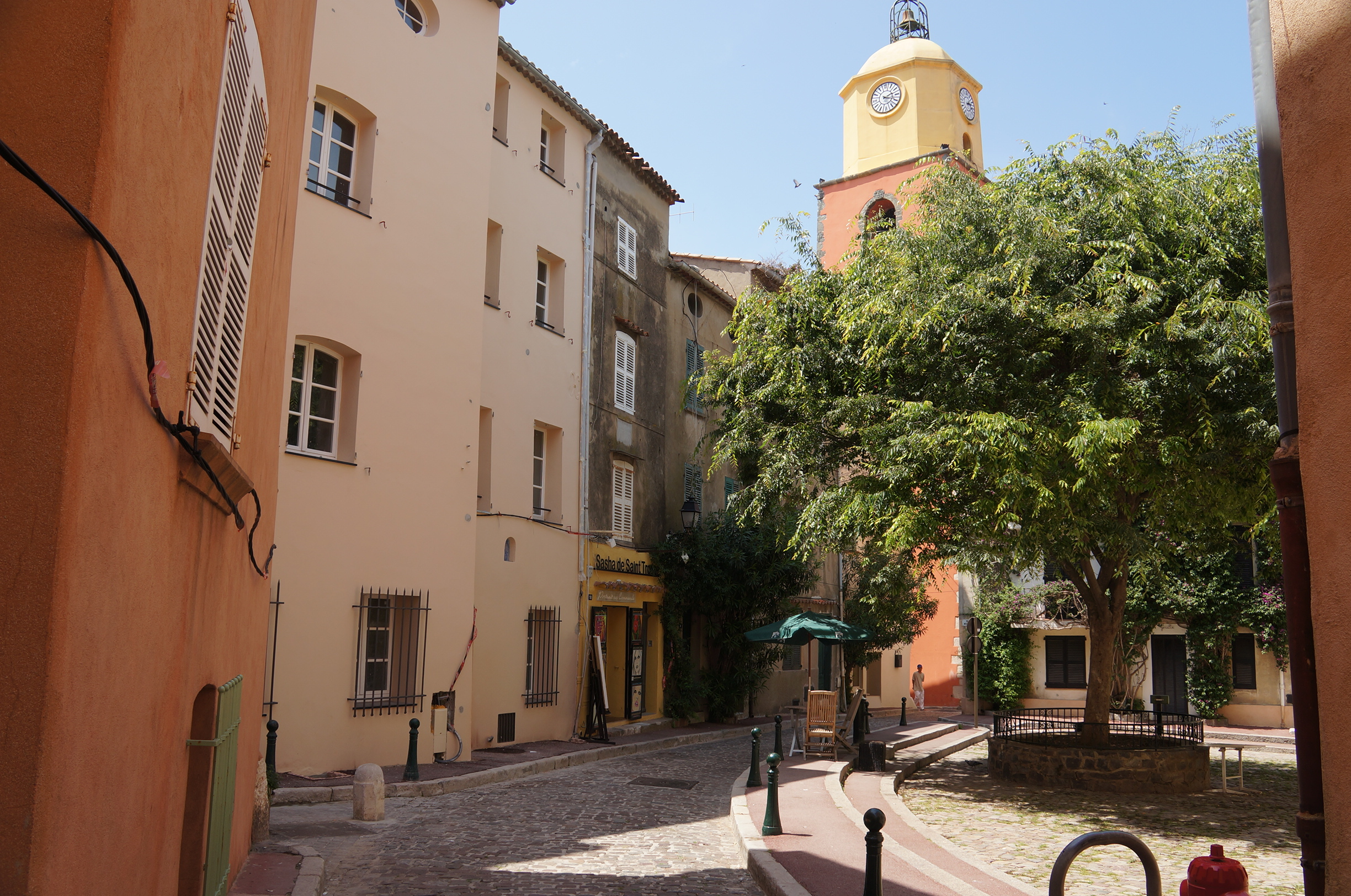
Le trajet du traquenard monté par les gendarmes commence au pied de l'église Notre-Dame-de-l'Assomption de Saint-Tropez.

Les conditions de tournage paraissent idéales. Les horaires sont très limités pour s'accorder avec les précautions médicales prises pour Louis de Funès. Le tournage s'étale ainsi sur une durée hors-norme de deux mois et demi à Saint-Tropez pour seulement trois ou quatre jours de travail par semaine. Michel Galabru note que, malgré sa maladie, l'acteur principal est gai en permanence. L'ensemble de l'équipe profite de larges pauses. Préjean et Risch se souviennent notamment de longs moments de détente sur la plage de Tahiti, de parties de pétanque, d'un accueil chaleureux des Tropéziens, et d'un esprit potache, par exemple lorsqu'ils se faisaient passer pour de vrais gendarmes auprès des touristes étrangers.
Néanmoins, la mort de l'acteur principal est redoutée par l'équipe. Jean Girault confie à Michel Galabru, dès le début du tournage : « Tu sais, on peut nous annoncer demain que Fufu est mort, à n’importe quel moment ». Claude Gensac l'estime très fatigué : « Jouer, subitement, ne semblait plus l'amuser. Sa personne tout entière exprimait le trouble. Sa tête, complètement enfouie dans ses épaules, donnait l'impression d’être avalée par son col de chemise. (…) Il était fermé comme une huître ». De manière inattendue, c'est la santé du réalisateur lui-même qui empire. Jean Girault se sent en forme à l'arrivée à Saint-Tropez et dirige les premiers jours de tournage avec son énergie tranquille habituelle,. Son état se dégrade au bout d'une semaine. Il s'affaiblit de jour en jour, perd du poids, s'assoit dès qu'il le peut et délègue de plus en plus de plans ou de réglages à ses assistants, voire à la seconde équipe,. Le producteur Gérard Beytout se désole de ce manque d'énergie, sans saisir la gravité de la situation. L'équipe s'inquiète, mais le pense simplement fatigué par ses responsabilités, la longue durée du tournage, la chaleur ou la démotivation. Michel Galabru tente de lui faire voir un médecin, mais Jean Girault se ravise devant la salle d'attente pleine. La fatigue croissante de son coréalisateur oblige Louis de Funès à prendre davantage en main la direction d'acteurs.

#### Départ du réalisateur et fin du tournage
« Alors que le film n'aurait pas pu être terminé sans Louis de Funès, il l'a été sans son réalisateur. Voilà la cruauté de ce métier. »

— Michel Galabru, années 2010.

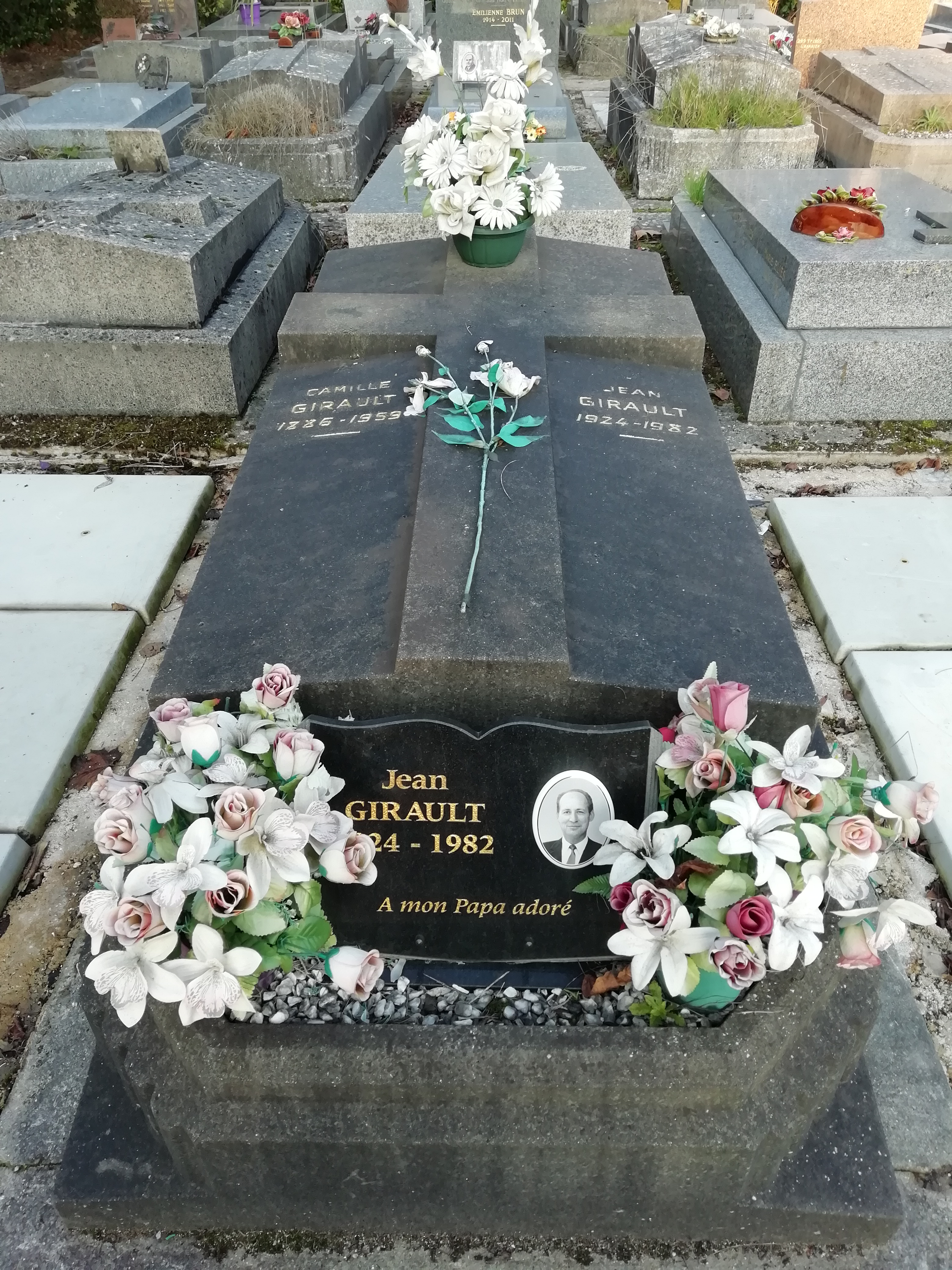
La tombe de Jean Girault au cimetière de Bagneux. Le cinéaste meurt avant que le film ne soit terminé.

Bien que diminué, Jean Girault parvient à boucler l'essentiel du tournage à Saint-Tropez,. Souffrant de violentes douleurs à la poitrine, il quitte le tournage à la onzième semaine, début juin, hospitalisé d'urgence pour une affection pulmonaire. Il ne reste à filmer à Saint-Tropez que quelques scènes « en raccord » et plusieurs plans extérieurs. Le tournage de son film continue sans lui, mené tant bien que mal par Tony Aboyantz, le premier assistant-réalisateur, à ses côtés depuis Le Gendarme à New York (1965),,,,,. Girault revient diriger son film pour peu de jours, en piteux état. Il arrive chaque matin sur le plateau en ambulance,. Il ne se lève plus de sa chaise et ne se meut qu'à bord d'une petite voiture. Selon la maquilleuse Josée de Luca, « comme il ne bougeait plus, on mettait la caméra où il était ». Ces limites brident le choix des décors extérieurs, devenus impraticables pour lui, et des cadrages.
L'équipe retourne ensuite en région parisienne pour achever le tournage aux studios de Boulogne,. Au retour à Paris, le réalisateur est à nouveau hospitalisé,,,. Aboyantz et la scripte Colette Robin viennent le voir à l'hôpital Dunant et lui communiquent l'avancée de leur travail, lui montrant parfois quelques épreuves filmées dans la journée,,. Robin explique que « c'est toujours difficile de concilier un film dont certaines parties ne sont pas du même réalisateur ». Aboyantz respecte néanmoins le découpage établi par Girault.
Les prises de vues en studios concernent principalement les intérieurs de la gendarmerie, reproduisant ceux du véritable bâtiment,,. La plupart des intérieurs de L'Albacora sont aussi tournés en studios dans des décors tirés des pièces du yacht. Les studios de Boulogne sont utilisés suivant l'exigence de Louis de Funès, car ils appartiennent à la sœur de Daniel Gélin, ami et bienfaiteur dans ses années de galère,.
À cause de l'état de Jean Girault, l'ambiance est lourde et conduit même à une dispute entre la vedette et Claude Gensac, pourtant une bonne amie. Le biographe Bertrand Dicale suppose également que Louis de Funès a moins d'affinités et d'entrain à partager la direction d'acteurs avec le secourable premier-assistant. Ils se connaissent cependant depuis longtemps, Aboyantz l'ayant côtoyé en tant qu'assistant sur des tournages comme Les Compagnes de la nuit (1953) ou La Belle Américaine (1961). Embrassant la philosophie de Girault, Aboyantz dit de sa vedette « C'est un comédien très professionnel. Il voit tout de suite ce qui ne va pas, autant pour lui que pour les autres. Quand on a affaire à une nature comique de cette espèce, il faut la laisser faire… ». La santé du comique reste fragile et, au cours d'une pause où il discute avec Alain Delon, celui-ci lui dit : « Monsieur de Funès, s'il vous plaît, prenez soin de vous, la France a besoin de vous ! ». Rare bonheur, Louis de Funès présente à l'ensemble de l'équipe son amie Macha Béranger, qui l'avait aidé à peaufiner le scénario, et lui fait visiter les studios ; cette proximité alimente la rumeur d'une liaison entre l'acteur et l'animatrice de radio, démentie par le biographe funésien Jean-Marc Loubier,,.
Sans voir son film terminé, Jean Girault meurt le 20 juillet 1982,, de la tuberculose qui revenait ponctuellement depuis son enfance. Il était un fumeur invétéré, consommant jusqu'à quatre paquets de cigarettes sans filtre par jour. L'ensemble de l'équipe est soumise à une quarantaine, des dépistages et des radios,,,,. Seul un autre cas, bénin, est détecté et traité,. Michel Galabru s'étonne a posteriori que ni le médecin suivant Louis de Funès sur le plateau, ni la visite médicale avant le tournage n'ait décelé de problème chez Girault. Louis de Funès est dévasté par sa disparition, tout comme Jacques Vilfrid, qui ne se voit plus écrire pour le cinéma sans son meilleur ami,.
Tony Aboyantz dirige ensuite le montage. Comme sur ses dernières collaborations avec Jean Girault, Louis de Funès s'implique dans le montage, arguant qu'« un bon monteur pour un film comique, c'est un comédien comique ». Pour pallier la mort du réalisateur, le compositeur Raymond Lefebvre prend davantage part dans la postproduction, notamment le montage et le mixage,. Lefebvre reconnaît avoir « fini le film avec Michel Lewin, le monteur, car Tony Aboyantz n'était pas très sûr de lui ».

#### Travail parallèle de la seconde équipe
Une seconde équipe tourne en parallèle de la première, sous la direction de Jacques Santi, l'ancien Tanguy des Chevaliers du ciel,. Didier Tarot y officie comme cadreur, après avoir filmé des plans complexes pour Le Gendarme se marie et Le Gendarme et les Extraterrestres. L'équipe enregistre notamment le travail de Rémy Julienne, à l'œuvre sur les cascades de la série de films depuis près de quinze ans,. Les scénaristes le laissent inventer les scènes d'action et courses-poursuites, inscrivant simplement « Voir avec Rémy Julienne » à la place des séquences de ce genre dans le scénario,. Ce dernier règle ces scènes, en tant que coordinateur des cascades, et en effectue la plupart lui-même. Sur ce sixième film, Julienne se voit également confier pour la première fois de la série le poste de réalisateur sur ses scènes de cascades,.
Malgré son expérience et son ancienneté sur la série, Rémy Julienne vit mal le début du tournage : un conflit règne entre lui et le chef opérateur de la seconde équipe, en désaccord sur le fait de laisser la direction du tournage à un cascadeur,. Julienne est bridé par la situation et n'assiste même pas à la projection des rushes. À la fin du mois d'avril, pour oublier cette ambiance délétère, il accepte la proposition de son ami Moustache de concourir aux 24 Heures motonautiques de Rouen au cours d'un week-end, sans le dire à la production, alors que la participation à d'autres activités dangereuses au moment du tournage lui est interdite. Sa victoire sportive le revigore, il reprend le dessus à son retour à Saint-Tropez et parvient à imposer sa vision sur la direction des prises de vues,. De plus, Louis de Funès lui apporte son soutien, lui expliquant qu'il doit s'adresser à lui et non au producteur ou au réalisateur en cas de problème,.

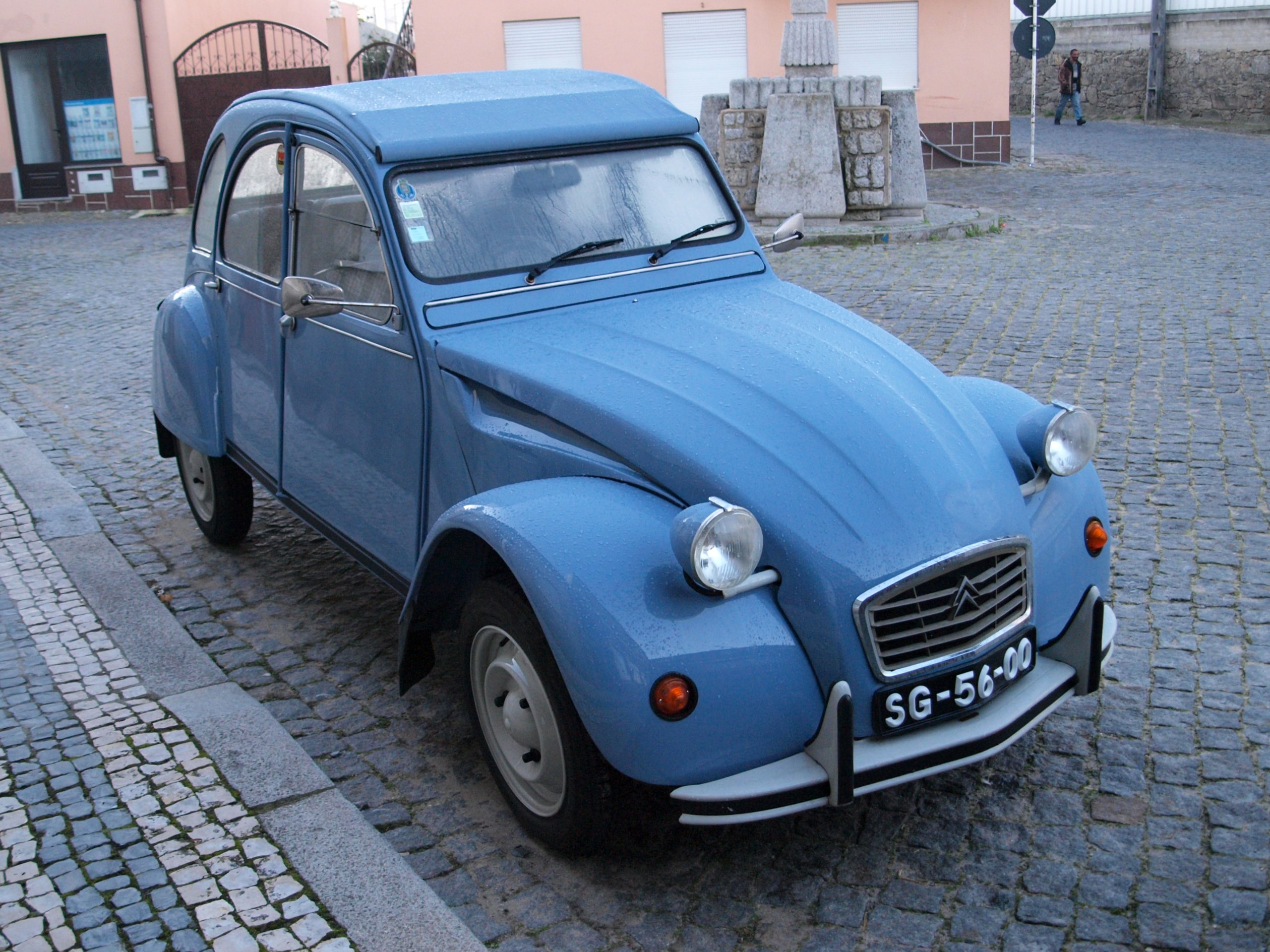
Rémy Julienne assure les cascades de la Citroën 2 CV qui se disloque au fil de sa course jusqu'à la gendarmerie.

En quinze jours, la seconde équipe de Jacques Santi tourne, entre autres, les plans aériens du générique montrant le déménagement de la brigade, des plans de la visite finale du ministre, et la course-poursuite à moto entre Perlin, Rocourt et les « loubards ». Rémy Julienne et son équipe alignent de nombreuses cascades et destructions de véhicules pour la séquence du carambolage provoqué par Bonnet et Tricart, filmée à l'entrée de Ramatuelle. Guy Grosso et Babeth ont passé une semaine à apprendre leur tango avec le chorégraphe Jean Guélis, qui avait déjà travaillé pour Louis de Funès sur un ballet à la fin de L'Avare.
La religieuse apparaît à nouveau au volant d'une Citroën 2 CV qu'elle conduit à toute allure, reprenant de film en film une idée imaginée par Louis de Funès pour le premier,. La destruction progressive de la voiture apporte un renouvellement à la scène par rapport aux précédentes variantes. Julienne avait d'ailleurs déjà malmené une 2 CV quelque temps plus tôt dans Rien que pour vos yeux, où elle servait à la fuite de James Bond. Ici, la 2 CV perd sa carrosserie avant lors d'un tonneau, puis le toit est arraché par un passage sous une barrière trop basse, ce qu'il reste des portières tombe lorsque la religieuse s'engage entre deux camions et, enfin, à une intersection, une collision avec une autre voiture la coupe en deux,. La religieuse n'arrive à Saint-Tropez qu'avec deux sièges, le volant, le moteur et les deux roues avant et s'arrête dans une Méhari de la gendarmerie,,.
Rémy Julienne règle la cascade et pilote lui-même cette 2 CV 6 Spécial de 1979,. Ses mécaniciens rendent le véhicule plus rapide en montant un puissant moteur de Citroën GS à la place de l'original, mais cet ajout rend l'ensemble instable et donc davantage dangereux à conduire. Ces plans de cascades sont ensuite entremêlés au montage d'autres plans en extérieur où France Rumilly conduit la voiture, ainsi que des gros plans d'elle tournés plus tard en studio devant une transparence,.

### Bande originale

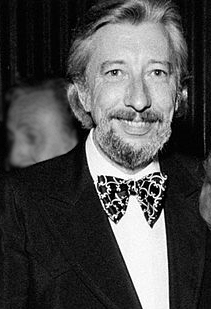
Raymond Lefebvre, compositeur de la bande originale de tous les films du Gendarme, ici en 1972.

Comme pour les cinq précédents films du Gendarme de Saint-Tropez, Raymond Lefebvre compose la bande originale du Gendarme et les Gendarmettes ,,. Il a mis en musique la plupart des films de son ami Jean Girault et a créé avec lui une maison de production, les éditions EMCI, pour éditer ses compositions depuis Le Gendarme se marie,. Sa composition pour ce film est la dernière de Lefebvre pour le cinéma,,. Le compositeur reprend à nouveau sa classique Marche des Gendarmes, créée pour le premier film d'après la Marche du colonel Bogey et présente dans tous les suivants à l'exception du Gendarme se marie,,,. La scène de la religieuse en Citroën 2 CV emploie le morceau La 2 CV en folie, comme dans Le Gendarme en balade. Le thème du générique est le même que celui ouvrant Le Gendarme et les Extraterrestres. Comme à l'accoutumée, Raymond Lefebvre s'inspire pour certains morceaux des modes musicales de l'époque du film, ici le début des années 1980 avec ses musiques au synthétiseur similaires aux sonorités de Jean-Michel Jarre,,,.
Aucune publication de la bande originale du film ne semble avoir lieu à l'époque de la sortie en salles. La musique n'est rendue disponible que plus tard, partiellement, dans des compilations de bandes originales des films du Gendarme ou de l'ensemble de la carrière de Louis de Funès. En 1993, trois morceaux — Traquenard, Gerber in love et Poursuite — sont présents sur le CD Les plus belles musiques de films de Louis de Funès, paru dans la collection « Les Acteurs » de Stéphane Lerouge chez Play Time et réunissant des compositions de Lefebvre pour les films du Gendarme ainsi que Faites sauter la banque, Les Grandes Vacances, Jo et La Soupe aux choux,,. Deux pistes — Traquenard et Plein gaz — apparaissent sur le CD Louis de Funès, bandes originales des films, vol. 1, publié par Play Time en 1998 et ré-édité en 2012,,.
Une liste de titres plus complète fait partie de l'intégrale Bandes originales des Gendarmes sortie en CD par Play Time en 2003,. L'album Le Gendarme et les Gendarmettes, bande originale du film sort finalement en 2010 en téléchargement. En 2014, la Marche des Gendarmes version 1982, Traquenard et Plein gaz sont intégrés à la vaste compilation Louis de Funès, musiques de films, 1963-1982 de la collection Écoutez le cinéma !,.

## Exploitation et accueil

### Sortie et promotion

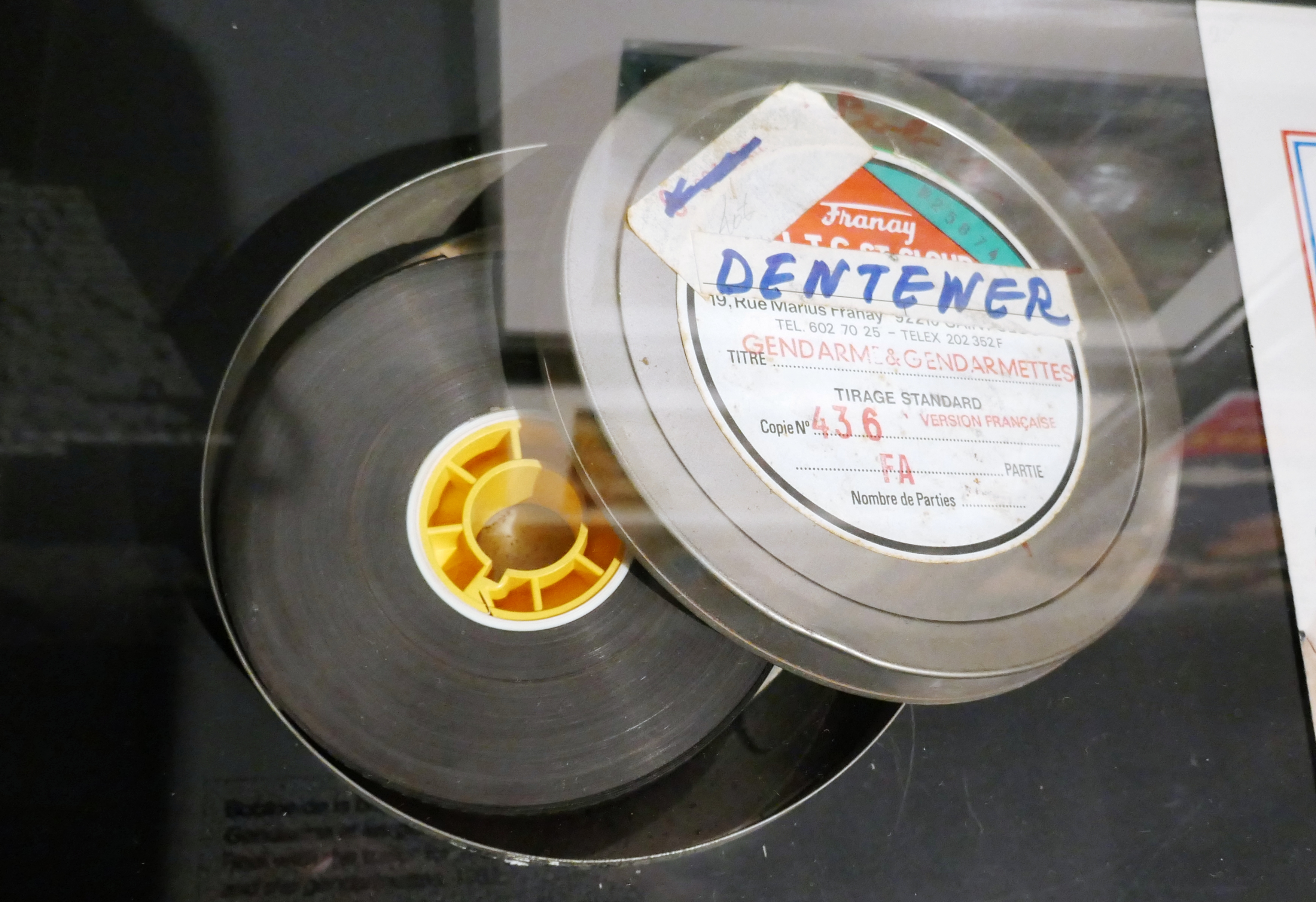
Une bobine du film-annonce diffusé dans les cinémas, exposée au musée de la Gendarmerie et du Cinéma de Saint-Tropez.

Le Gendarme et les Gendarmettes sort en salles en France le 6 octobre 1982. Quelques jours plus tôt, une avant-première a lieu à Saint-Tropez, en présence de l'équipe et d'un imposant public, durant laquelle Louis de Funès rend hommage à Jean Girault. La foule est telle que de nouvelles séances sont organisées jusqu'à 2 h du matin. Une projection privée est organisée en novembre pour le ministre de la Défense Charles Hernu.
L'affiche du film est réalisée par Clément Hurel, à l'instar de la plupart des précédentes. Louis de Funès a insisté pour placer le nom de Michel Galabru aux côtés du sien sur l'affiche, en gros au-dessus du titre, ce qui n'était plus le cas depuis le premier film,. Les comédiens, dont les « gendarmettes » Babeth Étienne, Nicaise Jean-Louis, Catherine Serre et Sophie Michaud, sont invités à la télévision, à la radio et dans la presse pour la promotion du film. La présence de l'épouse de Johnny Hallyday, régulièrement sollicitée, apporte un atout médiatique supplémentaire à la promotion de ce sixième film,,. Comme pour les précédents, le tournage fait l'objet de plusieurs reportages télévisés,. Le film et ses interprètes font la une de nombreux magazines.
À l'approche de la sortie en salles, Louis de Funès, Michel Galabru et les quatre actrices apparaissent dans l'émission Atout Cœur de Patrick Sabatier diffusée le 1er octobre. Puisque Deux heures moins le quart avant Jésus-Christ, autre comédie populaire, sort le même jour que le sixième Gendarme, Le Journal du dimanche réalise une interview croisée des vedettes des deux films, Louis de Funès et Coluche, six ans après L'Aile ou la Cuisse. Le 9 octobre, Louis de Funès se rend dans l'émission très suivie Champs-Élysées de Michel Drucker, accompagné de Michel Galabru, Michel Modo et des quatre « gendarmettes », tous portant leurs uniformes du film. Michel Modo se livre à une imitation de Maurice Chevalier sur la chanson Ah ! Si vous connaissiez ma poule et Louis de Funès retrouve son vieil ami Henri Salvador,. C'est la dernière apparition à la télévision de Louis de Funès, quelques mois avant sa mort. Babeth Étienne participe à un numéro de L'Académie des neuf diffusé le 11 octobre avec Guy Grosso et Michel Modo, habitués de l'émission. Le lendemain, Catherine Serre, Nicaise Jean-Louis et Sophie Michaud y prennent part à leur tour, avec Grosso seulement. Le 14 octobre, Louis de Funès est convié, avec Galabru, Maurice Risch et Babeth, à l'émission de radio Les Lurons d'Europe 1 de Thierry Le Luron et se prête au jeu du feuilleton Dalidallas,. Au cours du mois, l'acteur principal se livre également pour la troisième fois à des confidences dans l'émission de nuit de son amie Macha Béranger, Au bonheur du jour sur France Inter. Nicaise Jean-Louis passe sur RFO. Les « gendarmettes » sont enfin envoyées faire la promotion du film dans d'autres pays européens, dont l'Allemagne et l'Italie.

### Accueil critique

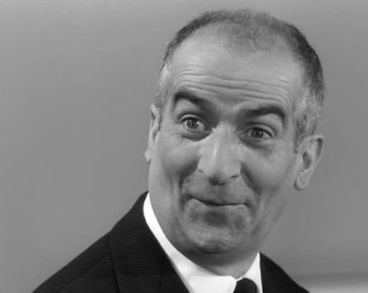
Louis de Funès dans Les Bons Vivants (1965). La critique est à nouveau aussi violente envers lui que dans les années 1960.

Le Gendarme et les Gendarmettes reçoit de très mauvaises critiques,,. Déjà en juillet, la presse avait à peine évoqué la mort du réalisateur, malgré ses nombreux succès, signe du mépris de la critique envers son œuvre considérée comme bassement commerciale. Quant à Louis de Funès, la critique est redevenue vers sa fin de carrière aussi violente envers lui qu'elle l'était à son apogée commercial dans les années 1960, après un répit dû à des projets plus appréciés comme La Folie des grandeurs ou Les Aventures de Rabbi Jacob. Aucune avant-projection n'est d'ailleurs organisée à destination des critiques,. Biographe de l'acteur principal, Bertrand Dicale résume qu'à la sortie du film les critiques « alternent entre le narquois et le fielleux, le las et le souriant, et insistent pesamment sur la fidélité, la longévité et l'immuabilité de la série ». Seul, Olivier Gillissen de La Saison cinématographique accorde « une prime allant bien sûr à Louis de Funès dont le déguisement féminin suffit à faire pouffer la salle ».
Jacques Siclier dans Le Monde se désole : « Ce genre de comique a ses fidèles spectateurs. On se bornera à le constater »,. Gilbert Salachas de Télérama affirme que « la trivialité de ce genre de comédie à la française est d'autant plus désolante que l'on observe sur les visages de Louis de Funès et de Michel Galabru des regards et des mimiques qui attestent qu'ils furent de bons, de grands comiques ». La critique parue dans Première s'indigne : « ce genre de film témoigne du plus parfait mépris pour le spectateur. À force de bêtise crasse, de gags à six sous, de grimaces mille fois vues, et répétées ici avec une hystérie plus pathétique qu'amusante, voilà sûrement le plus difficilement regardable de tous les films de Louis de Funès. Maintenant, l'acteur peut bien tourner ce qu’il veut : il est sûr de ne jamais faire pire que ce Gendarme ». Alain Riou dans Le Matin de Paris déplore que « sur [un] canevas simpliste, auteurs et interprètes nous offrent un film simplet. L'excellent Jean Girault, responsable de la glorieuse série, n'ayant pas survécu à sa dernière entreprise, on ne saurait s'appesantir sans manquer au respect dû aux défunts. Et, d'ailleurs, il émane de ces bêtises un parfum éventé, mais net de salutaire irrévérence, comme l'espoir d'une de ces comédies à l'italienne dont nous envions si fort le ton à nos voisins ».
André Rollin écrit une critique lapidaire dans Le Canard enchaîné, exemple marquant parmi les critiques les plus assassines : « De Funès c'est fini ? La salle était presque vide. L'écran également »,.

### Box-office

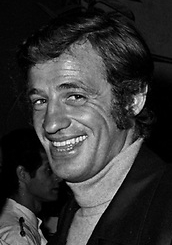
Détrônant Louis de Funès, Jean-Paul Belmondo est le nouveau maître du box-office au tournant des années 1980, cette année avec L'As des as.

Le Gendarme et les Gendarmettes est un film attendu par le public : pour répondre aux précommandes des exploitants de salles, 515 copies sont tirées des laboratoires, un record à l'époque,. Dès la semaine de la sortie, 269 copies tournent en France, en Belgique et en Suisse, soit un large circuit de distribution,. À cette époque, les films à gros budget commencent à sortir en même temps sur tout le territoire français, notamment grâce à la généralisation des complexes. Ces méthodes de distribution encore récentes, qui consistent à tirer un grand nombre de copies pour sortir dans beaucoup de salles dès les premières semaines, ont pour but de toucher d'emblée la majeure partie du public potentiel du film.
La sortie du film est éclipsée par celle de Deux heures moins le quart avant Jésus-Christ, qui établit le record de la plus grande première semaine à Paris avec 396 595 entrées, contre 150 246 pour le film de Louis de Funès, et prend la tête du box-office national et parisien pendant trois semaines. Au niveau national, le péplum comique de Jean Yanne avec Coluche et son million et demi d'entrées en première semaine écrasent les 800 000 entrées du Gendarme et les Gendarmettes. La troisième semaine, Le Gendarme résiste cependant à un autre concurrent de taille : Les Misérables de Robert Hossein avec Lino Ventura. La quatrième, le record parisien de Deux heures moins le quart avant Jésus-Christ est déjà battu par L'As des as de Gérard Oury avec Jean-Paul Belmondo et ses 463 028 entrées en une semaine. De semaine en semaine, le sixième Gendarme n'accède au mieux qu'à la seconde position des classements. À l'époque, les films de Belmondo tirent profit de sorties qualifiées de « blitz » par la presse corporative, réunissant le gros des spectateurs sur les premières semaines, tandis que ceux de Louis de Funès continuent d'engranger leurs entrées sur la longueur comme dans les années 1960. Ainsi, ce dernier comptabilise 24 millions de francs de recette nationale en douze semaines, contre 46,3 millions en onze pour L'As des as.
Au 31 décembre 1982, avec un total de 3 774 187 entrées, Le Gendarme et les Gendarmettes est le cinquième film ayant attiré le plus de spectateurs au cours de l'année, après L'As des as, E.T., l'extra-terrestre, Deux heures moins le quart avant Jésus-Christ et La Chèvre. Le film quitte le top 30 hebdomadaire national le 25 janvier 1983, après quinze semaines, avec 3 884 542 entrées. À Paris, il termine sa période dans les salles d'exclusivité après quatorze semaines, comptabilisant 542 798 entrées. Au cours de l'été, le box-office dépasse les 4 millions d'entrées. Un an après sa sortie, le sixième Gendarme totalise 4 124 426 entrées.
| Semaine | Semaine                         | Rang | Entrées | Cumul           | Salles | no 1 du box-office hebdo.                     |
| ------- | ------------------------------- | ---- | ------- | --------------- | ------ | --------------------------------------------- |
| 1       | 6 octobre au 12 octobre 1982    | 2e   | 150 246 | 150 246 entrées | 35     | Deux heures moins le quart avant Jésus-Christ |
| 2       | 13 octobre au 19 octobre 1982   | 2e   | 112 136 | 262 382 entrées | 36     | Deux heures moins le quart avant Jésus-Christ |
| 3       | 20 octobre au 26 octobre 1982   | 3e   | 108 708 | 371 090 entrées | 37     | Deux heures moins le quart avant Jésus-Christ |
| 4       | 27 octobre au 2 novembre 1982   | 4e   | 92 551  | 463 641 entrées | 38     | L'As des as                                   |
| 5       | 3 novembre au 9 novembre 1982   | 9e   | 31 663  | 495 304 entrées | 34     | L'As des as                                   |
| 6       | 10 novembre au 16 novembre 1982 | 11e  | 28 245  | 523 549 entrées | 22     | La Balance                                    |
| 7       | 17 novembre au 23 novembre 1982 | 20e  | 10 493  | 534 042 entrées | NC     | La Balance                                    |

| Semaine | Semaine                            | Rang | Entrées | Cumul             | no 1 du box-office hebdo.                     |
| ------- | ---------------------------------- | ---- | ------- | ----------------- | --------------------------------------------- |
| 1       | 6 octobre au 12 octobre 1982       | 2e   | 799 345 | 801 703 entrées   | Deux heures moins le quart avant Jésus-Christ |
| 2       | 13 octobre au 19 octobre 1982      | 2e   | 696 037 | 1 497 740 entrées | Deux heures moins le quart avant Jésus-Christ |
| 3       | 20 octobre au 26 octobre 1982      | 2e   | 619 886 | 2 117 626 entrées | Deux heures moins le quart avant Jésus-Christ |
| 4       | 27 octobre au 2 novembre 1982      | 2e   | 520 752 | 2 638 378 entrées | L'As des as                                   |
| 5       | 3 novembre au 9 novembre 1982      | 4e   | 202 422 | 2 840 800 entrées | L'As des as                                   |
| 6       | 10 novembre au 16 novembre 1982    | 5e   | 287 572 | 3 128 372 entrées | L'As des as                                   |
| 7       | 17 novembre au 23 novembre 1982    | 5e   | 188 566 | 3 316 938 entrées | La Balance                                    |
| 8       | 24 novembre au 30 novembre 1982    | 8e   | 131 054 | 3 447 992 entrées | Plus beau que moi, tu meurs                   |
| 9       | 1er décembre au 7 décembre 1982    | 8e   | 107 726 | 3 555 718 entrées | E.T., l'extra-terrestre                       |
| 10      | 8 décembre au 14 décembre 1982     | 12e  | 74 128  | 3 629 846 entrées | E.T., l'extra-terrestre                       |
| 11      | 15 décembre au 21 décembre 1982    | 15e  | 51 188  | 3 681 034 entrées | E.T., l'extra-terrestre                       |
| 12      | 29 décembre 1982 au 4 janvier 1983 | 15e  | 55 917  | 3 809 757 entrées | E.T., l'extra-terrestre                       |
| 13      | 5 janvier au 11 janvier 1983       | 22e  | 36 413  | 3 846 170 entrées | E.T., l'extra-terrestre                       |
| 14      | 12 janvier au 18 janvier 1983      | 28e  | 22 883  | 3 869 053 entrées | Le Ruffian                                    |
| 15      | 19 janvier au 25 janvier 1983      | 30e  | 15 489  | 3 884 542 entrées | Le Ruffian                                    |

À la fin de son exploitation en salles, Le Gendarme et les Gendarmettes enregistre 4 209 139 entrées dans la France entière, le plus bas score des six films, alors que Le Gendarme et les Extraterrestres avait triomphé trois ans plus tôt,. Avec le recul, il s'agit du quatrième succès au box-office des films sortis en 1982, derrière E.T., l'extra-terrestre, L'As des as et Deux heures moins le quart avant Jésus-Christ. Ce succès final repose surtout sur la fidélité du public de l'acteur et de la série. L'universitaire Sébastien Le Pajolec considère qu'après neuf ans d'attente depuis Le Gendarme en balade (1970), les deux derniers films ne fonctionnent que « sur l'idée du retour de la brigade à l'écran, des retrouvailles du Gendarme et de son public », à une époque où Louis de Funès se fait aussi plus rare au cinéma.

### Sorties à l'étranger
Le Gendarme et les Gendarmettes sort aussi en Espagne sous le titre El loco, loco mundo del gendarme le 1er décembre 1982 et au Danemark le 26 décembre 1982, nommé Hjælp - pigen er strisser. Après la mort de Louis de Funès, le long-métrage sort le 18 mars 1983 en Allemagne de l'Ouest, intitulé Louis und seine verrückten Politessen (dans la lignée des déroutantes habitudes des distributeurs allemands), au Portugal le 24 mars 1983 sous le titre O Gendarme e as 'Gendarmetas', en Suède le 20 juillet 1984, et en Turquie en novembre 1986 titré Süper Jandarma ve melekleri. Le film cumule 452 075 entrées en Espagne et 1 412 166 en Allemagne de l'Ouest (là où Le Gendarme et les Extraterrestres en avait engrangé 5,6 millions).
Le film connaît également des sorties au Canada, en Argentine (El gendarme y las pícaras policías), en Tchécoslovaquie (nommé Cetník a cetnice en tchèque et Žandár a žandárky en slovaque), où il demeure populaire dans les années 2000,, en Grèce (Ο χωροφύλακας και οι χωροφυλακίνες), en Bulgarie (Полицаят и полицайките), en Hongrie (A csendőr és a csendőrlányok), en Norvège (Hjelp: Purken Er Jente), en Roumanie (Jandarmul si jandarmeritele), en Pologne (Żandarm i policjantki), et en Union soviétique (Жандарм и жандарметки). Le titre employé dans des pays anglophones, ainsi qu'en Suède, est Never Play Clever Again — jeu de mots sur le James Bond Jamais plus jamais (Never Say Never Again) — ou The Troops & Troop-ettes, The Gendarme and the Gendarmettes ou encore The Gendarme Wore Skirts.

### Postérité
Après Le Gendarme et les Gendarmettes, et ce malgré la mort de Jean Girault et le désistement de Jacques Vilfrid, de nouveaux films du Gendarme sont possibles, la série de films pouvant en réalité se prolonger tant que le désire Louis de Funès, légitime de reprendre son personnage autant de fois qu'il veut,. Richard Balducci, coscénariste des premiers films, imagine notamment plusieurs idées pour un septième opus dans la veine science-fiction du cinquième,. Cependant, Louis de Funès meurt d'un dernier infarctus, le 27 janvier 1983, mettant un terme définitif aux films. Richard Balducci poursuit finalement l'univers par clin d'œil en reprenant le personnage de la religieuse interprétée par France Rumilly dans son film Le Facteur de Saint-Tropez en 1985, où apparaissent également le bâtiment classique de la gendarmerie et une brigade différente. Il envisage aussi bien plus tard une série télévisée intitulée Les Nouveaux Gendarmes de Saint-Tropez avant de vite se raviser, craignant que « ces nouveaux gendarmes [fassent] du tort à leurs ainés ».
Le Gendarme et les Gendarmettes clôt une période de l'histoire du cinéma comique français, en étant le dernier film d'éléments majeurs de ce genre des années 1960 et 1970. Il s'agit de l'ultime film de Jean Girault, de Louis de Funès, du scénariste Jacques Vilfrid, du compositeur Raymond Lefebvre, du décorateur Sydney Bettex et du producteur Gérard Beytout de la SNC.

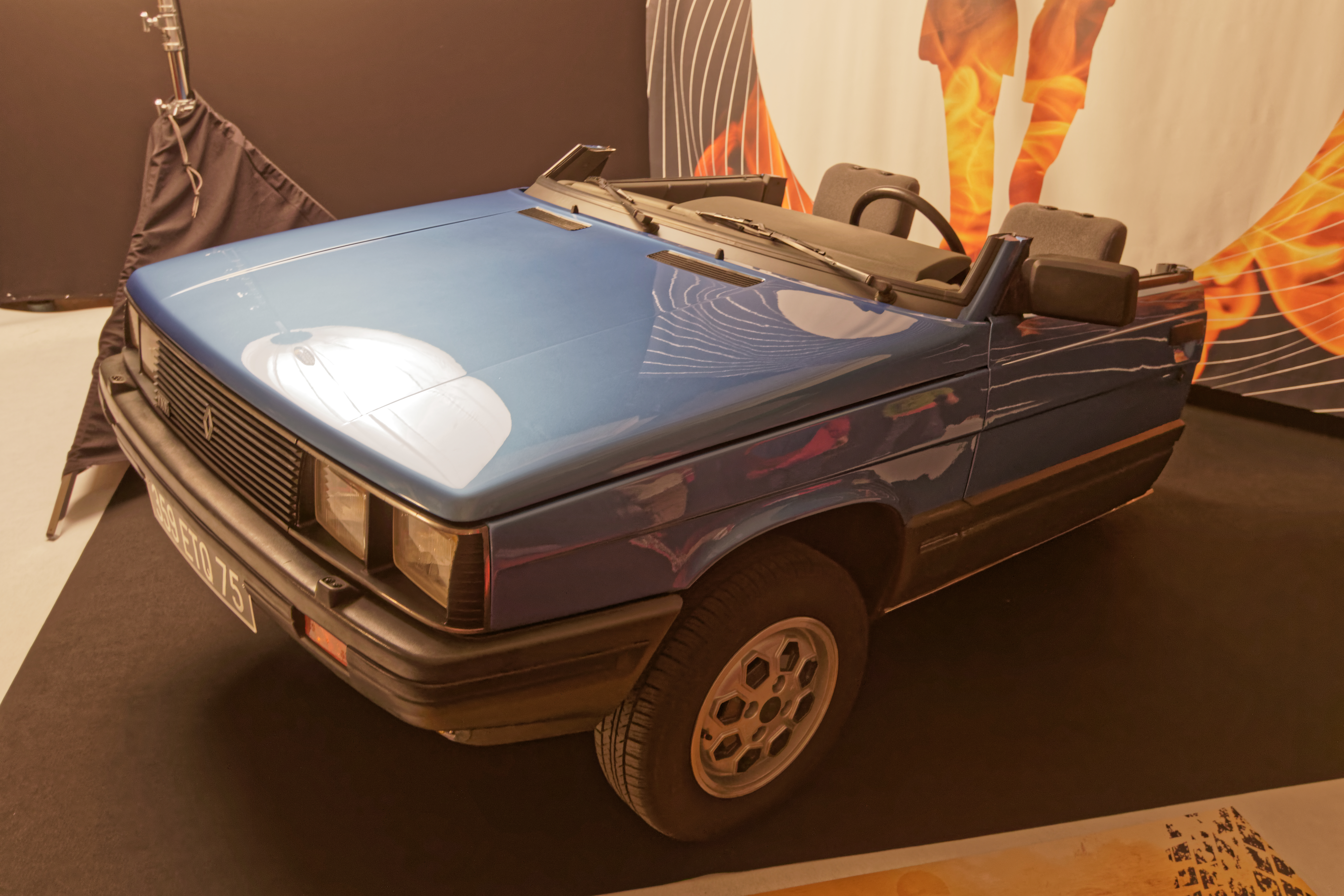
Rémy Julienne répète sur une, dans le James Bond Dangereusement vôtre (1985), la séquence de la destruction progressive de la de la religieuse.

La succession de cascades en 2 CV de la Mère supérieure pour se rendre à la gendarmerie, réglée et effectuée par Rémy Julienne, est un élément mémorable du film. Julienne reprend l'esprit de la séquence pour une scène d'action de Dangereusement vôtre (1985), où Roger Moore en James Bond, lors d'une course-poursuite, décapite puis sectionne en deux une Renault 11 pour ne finir par rouler qu'avec l'avant du véhicule,. En 2010, la scène de la religieuse en 2 CV est détournée par une publicité de la marque Citroën pour la prime à la casse, en conservant la musique d'usage La 2 CV en folie,,,.
Trois des quatre « gendarmettes », Babeth, Catherine Serre et Nicaise Jean-Louis, assistent à l'ouverture d'une exposition préfigurant le futur musée de la Gendarmerie et du Cinéma de Saint-Tropez en 2014. France Rumilly, Patrick Préjean et Rémy Julienne participent à l'inauguration de ce musée en 2016,. Nicaise Jean-Louis confie son costume d'apparat de la fin du film au musée. En 2022, le quarantième anniversaire du film est célébré au musée, à l'occasion d'une exposition consacrée à Michel Galabru, notamment par une projection au cinéma La Renaissance, en présence de Patrick Préjean. Pour ce même anniversaire, à Bruxelles, le Manneken-Pis est habillé en gendarme de Saint-Tropez. En 2024, Babeth et Nicaise Jean-Louis participent à une exposition célébrant les soixante ans du premier film au Cellier, le village de Louis de Funès.
Alors que Le Gendarme et les Gendarmettes a imposé un nouveau mot familier pour désigner les femmes de la gendarmerie nationale, l'Académie française se prononce en 2017 dans son « courrier des internautes » sur l'emploi de cette expression : « Le nom gendarme est un nom masculin qui peut désigner un homme comme une femme (comme les féminins sentinelle ou vedette d’ailleurs). Je vous conseille donc le masculin. On peut si on le souhaite parler de femme gendarme. Certains textes font de gendarme un mot épicène (un/une gendarme). Quoi qu'il en soit, l'emploi du mot gendarmette est réservé, j'en ai bien peur, à l'évocation des personnages [du film] ».

### Exploitations ultérieures

Propriétaire du catalogue de la SNC, la chaîne M6 diffuse et édite en vidéo tous les films du Gendarme.

Les films du Gendarme de Saint-Tropez sont plébiscités par le public lors de leurs fréquentes diffusions à la télévision française. Les fortes audiences des quatre premiers films dans les années 1970, signe de leur popularité persistante, sont d'ailleurs l'une des raisons de la réalisation des deux derniers. Le catalogue de la Société nouvelle de cinématographie, dont font partie Le Gendarme et les Gendarmettes et les cinq précédents films, devient plus tard la propriété de la Compagnie Luxembourgeoise de Télédiffusion (CLT), détenteur de RTL, puis est acheté par le groupe M6 en 2005. Les films du Gendarme sont une importante source de revenus pour ce catalogue de films anciens, notamment à travers l'édition en vidéo.
La chaîne M6 a fait de la série un « standard » de la télévision française, avec une diffusion de l'ensemble des films tous les deux ans, le plus souvent au cours de l'été, avec un succès d'audience inaltérable malgré la récurrence de leurs passages à la télévision,,. La plus ancienne diffusion du Gendarme et les Gendarmettes recensée par l'Inathèque, pas forcément la première, remonte au jeudi 15 février 1996 sur M6 à 20 h 50. Selon un rapport arrêté en 2012, le film a alors été diffusé au total treize fois sur les chaînes nationales gratuites françaises.
En vidéo, Le Gendarme et les Gendarmettes sort d'abord individuellement en VHS, avec notamment des éditions en 1992 (en tant que no 15 de la collection « De Funès ») et en 1998, avant d'être inclus dans un coffret de la série en 1999. En 2002, le film paraît en DVD, séparément ou intégré à un coffret des six films,,. Les droits de distribution passent ensuite de TF1 vidéo à M6, qui publie en 2005 un nouveau coffret,. Un coffret bénéficiant d'une remastérisation en haute définition, paraît en 2007. En 2010, le film sort pour la première fois en Blu-ray au sein d'un coffret, également disponible en DVD. Le sixième Gendarme est réédité séparément dans les deux supports en 2013,. En 2014, un coffret Blu-ray / DVD de luxe paraît à l'occasion des cinquante ans du premier film.

## Analyse
« Louis de Funès est épuisé, tout comme les ressorts comiques de la saga qui s'essouffle sacrément. »

— Sophie Adriansen, biographe de Louis de Funès.

### Analyse critique

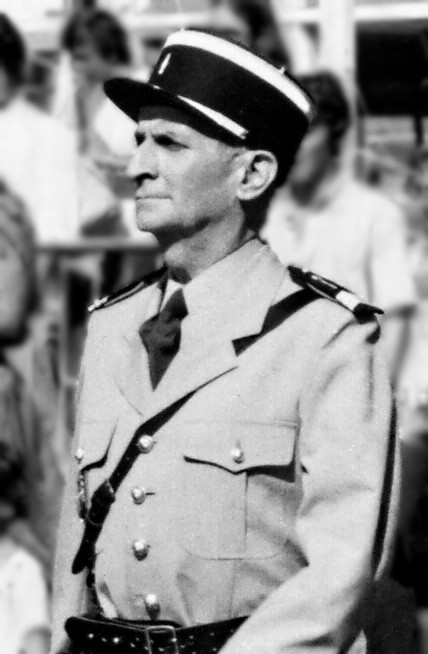
Le vieillissement et la fatigue de Louis de Funès pèsent lourdement sur le film et son efficacité comique.

Ce dernier film est fréquemment qualifié de pire opus de la série, ou dispute ce statut avec Le Gendarme et les Extraterrestres,. La série du Gendarme de Saint-Tropez est considérée par certains critiques comme baissant de qualité à chaque film, jusqu'aux deux derniers films très décriés. Le journaliste Christophe Lemonnier voit dans ces deux films « l'archétype même de l'exploitation d'une franchise ». Christophe Geudin et Jéremie Imbert, dans leur anthologie du cinéma comique français, parlent pour le sixième du « Gendarme de trop ». Michel Modo reconnaît que « les derniers Gendarme n'avaient pas l'impact des premiers », malgré le succès continu. Le Gendarme et les Gendarmettes est parfois classé comme un « nanar »,, s'inscrivant dans la lignée d'« un certain cinéma comique français », vite et mal fabriqué, grivois et peinant à être drôle, un genre qui disparaît au milieu de la décennie.
Le comique du film est considéré comme médiocre et vieillot, dès sa sortie en 1982,. Le jeu des acteurs est aussi mis en cause. Alain Simon, journaliste du Point, juge que tous les acteurs de la brigade « ne sont plus très en forme », notamment Louis de Funès et Michel Galabru qui « ont pris un sacré coup de vieux abyssal ». Dans cet ultime film, la fatigue de Louis de Funès est bien visible,,,. Il apparaît très pâle, gesticule abondamment pour donner une impression de vivacité, et abuse de certains effets qui ont fonctionné par le passé, en multipliant les grimaces et les tapes sur ses comparses. Il avait pourtant éliminé ce dernier élément de son jeu dès Le Gendarme se marie en 1968, pour ne pas lasser son public. De plus, il se déplace et s'énerve au ralenti. Selon la journaliste Sabrina Piazzi, l'« acteur devient la caricature de ce qu'il était » mais « on le regarde avec émotion se débattre comme un diable pour arracher un sourire aux spectateurs ». Pour le dialoguiste Laurent Chalumeau, c'est aussi la preuve que Louis de Funès a besoin d'être encadré par un réalisateur et guidé par un scénariste : « sur ces derniers films, ceux où il a pu décourager les scénaristes et intimider le réalisateur, on mesure le désastre. Au lieu du génie, on voit un petit homme chauve et émacié pousser des cris, agiter les bras et faire d'inutiles grimaces ».
Pour pallier l'épuisement de l'acteur principal, sa présence est plus réduite que précédemment, avec plus de scènes consacrées à l'ensemble de la brigade, et à des courses-poursuites et cascades. Quant à Michel Galabru, il sombre à certaines reprises dans le « cabotinage ». Le jeu des actrices débutantes des « gendarmettes » ne comble pas ces manques ; Maurice Risch considère que ces nouveaux personnages auraient dû être interprétés par des actrices comiques avec plus d'expérience, pour vraiment avoir du répondant face à de Funès.
Tout en estimant le film « vraiment terrible », Bertrand Dicale, biographe funésien, note cependant quelques passages remarquables : la scène de jalousie de Josépha, l'immense carambolage causé par le ballet de Tricart et Marianne Bonnet, ainsi que le travestissement de Cruchot en « gendarmette », dernier d'une longue série de déguisements féminins portés par Louis de Funès,,. La folle équipée de sœur Clothilde en Citroën 2 CV, la plus longue et périlleuse de tous les films, marque également les esprits. Amateur de Louis de Funès et du film, l'écrivain Michel Houellebecq relève notamment une scène de « burlesque vocal » qu'il juge « extraordinaire » et « sans précédent ». Le numéro de bègue de Pierre Repp, déjà présent dans le film précédent, est aussi souligné par un critique.
Certains gags reposent sur des références culturelles : dans une scène, Antoine Perlin dit à Christine Rocourt « t'as d'beaux yeux, tu sais », fameuse réplique adressée par Jean Gabin à Michèle Morgan dans Le Quai des brumes (1938), et le soir dans le couvent, une religieuse est aperçue en pleine lecture du Manifeste du parti communiste de Karl Marx,. La scène du carambolage monstre remémore le film Trafic (1971) de Jacques Tati. Cruchot traite à un moment Yo Macumba de « miss James Bond », alors que Nicaise Jean-Louis a justement joué dans Moonraker (1979), film de l'agent 007.
Il est regretté que la carrière de Louis de Funès s'achève sur ce film,,,.

### Féminisme et «gendarmettes»
Le Gendarme et les Gendarmettes demeure le premier film à avoir mis en scène des femmes gendarmes. Cependant, le film est vu comme un « concentré de propos sexistes, racistes, misogynes », selon Alain Simon en 2020. Une bonne partie du comique du film repose sur la concupiscence appuyée des gendarmes envers les nouvelles auxiliaires féminines et l'ambiguïté qui règne avec elles, « bien évidemment jolies et sexy à souhait, souvent en petites tenues ». Les comédiens des gendarmes « surjouent volontiers le trouble érotique » dans lequel elles les placent. À chacune de leurs apparitions, les « gendarmettes » sont uniquement montrées comme des objets de désir, troublant l'ensemble des personnages masculins du film, y compris l'irréprochable colonel. D'après Alain Simon, le film donne « une image de la femme déplorable, simpliste et machiste ». Il juge également le titre de « Gendarmettes » aussi péjoratif et sexiste que le sera en 1995 le terme de « juppettes » pour les femmes ministres du premier gouvernement Juppé.
L'universitaire Sébastien Le Pajolec relève que le film « abonde de réflexions misogynes ». Sur un exemple, Bertrand Dicale conteste en partie le caractère « égrillard » du film : le ressort comique de la différence de taille entre Cruchot et les recrues féminines aurait immanquablement donné, dans un film véritablement graveleux, des gags montrant Louis de Funès dans les seins des « gendarmettes » ou autres scènes du genre ; de fait, cet écart de hauteur sert seulement ici à le rapetisser, le ridiculiser et l'écraser, dans la tradition de ses autres films. De même, Olivier Gillissen de La Revue du cinéma termine sa critique négative par « Un bon point cependant : le film n'est jamais vulgaire ». S'il évoque pour la seule fois le désir sexuel, ou du moins la tentation, d'un personnage interprété par Louis de Funès, le film s'ajoute surtout dans une longue lignée d'histoires où le personnage funésien est troublé par les femmes, à l'exemple du Gendarme se marie (1968). Signe de l'évolution des mœurs et de l'émancipation des femmes, Cruchot est menacé de divorce par son épouse lors d'une colère, comme récemment dans La Zizanie (1978) et Le Gendarme et les Extraterrestres (1979), ce qui n'était jamais arrivé dans les moments de crises conjugales des films funésiens des années antérieures, où les épouses étaient montrées dévouées et obéissantes.
Les accusations de racisme portent sur le personnage de Yo Macumba, la « gendarmette » noire. Alain Simon analyse le personnage comme une succession de clichés, en particulier pour son nom caricatural et le fait inévitable qu'elle soit la fille d'un président d'un état fictif d'Afrique. La scène la plus décriée par le journaliste est lorsque Cruchot, perturbé par Yo Macumba, perd ses moyens et se met à rêver d'elle en pagne, arborant des colifichets tribaux, des os dans les cheveux, dansant dans un décor de jungle, sur une musique exotique. Toutefois, ce passage est explicitement destiné à montrer le racisme de Cruchot, cette scène-là ainsi que d'autres répliques ayant pour but de dénoncer et moquer ses préjugés, sur le même principe que la ridiculisation de Victor Pivert dans Les Aventures de Rabbi Jacob (1973) et l'hyprocrisie de l'antiracisme feint de Félicien Mézeray dans Le Tatoué. Par ailleurs, Gerber emploie lors d'un dialogue pour la qualifier le mot « négresse », dont l'usage est controversé, avant de se reprendre. Alain Simon tempère néanmoins qu'à la sortie du film « le public s'y pressait sans aucune arrière-pensée malveillante, le simple plaisir de rire, conscient que le film n'était pas un chef-d'œuvre, et que ni Galabru ni de Funès n'étaient racistes ou sexistes ». Il reconnaît de plus que, dans l'histoire, les recrues féminines supplantent leurs homologues masculins et triomphent de leurs ennemis par leur finesse et leur intuition féminine. Simon considère qu'en 2020 il serait difficile de produire un tel film sans provoquer la colère de différentes associations féministes et antiracistes.

### Un film peu en phase avec son époque

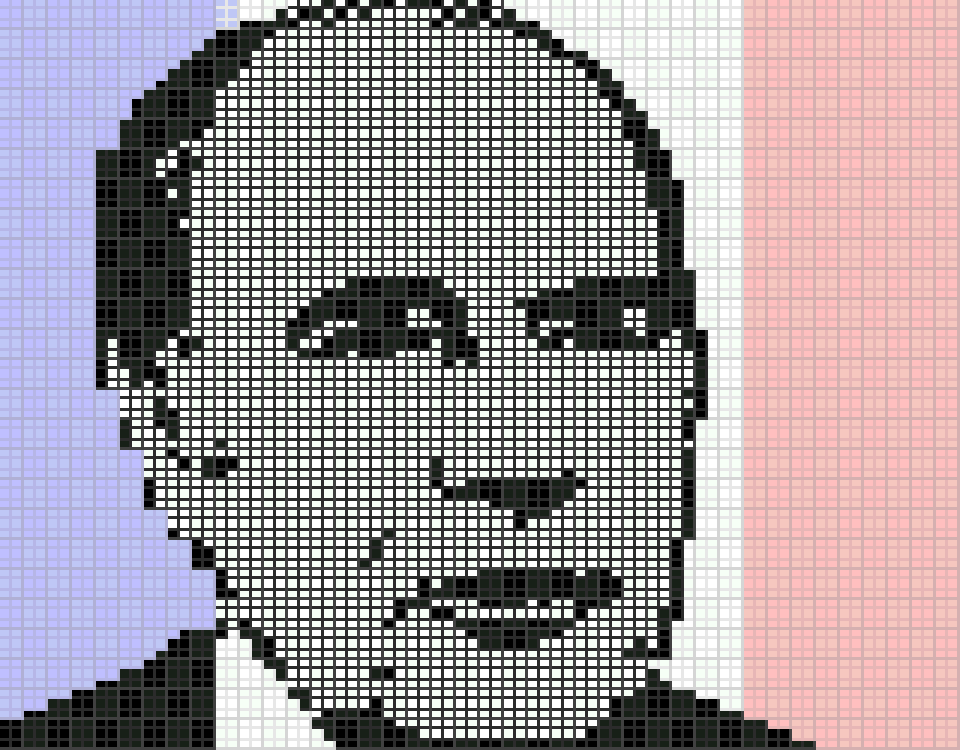
Le film, dernier d'une série commencée sous Charles de Gaulle, mentionne avec aigreur l'arrivée au pouvoir de la gauche lors des élections de 1981.

D'une manière générale, le film ne paraît pas en phase avec son époque, à part peut-être pour la musique de Raymond Lefebvre. Bertrand Dicale explique qu'à l'orée des années 1980, malgré un succès inaltérable, le cinéma de Louis de Funès « a vieilli en quelques années, selon les critères des médias parisiens. Ses films (…) ne suscitent plus d'étonnement. Son comique est désormais une référence, une source d'inspiration — ou de répulsion — pour les comiques du moment ». Les effets comiques apparaissent datés, et les comédiens fatigués et vieillis. Dicale reconnaît que les derniers films funésiens recèlent de nombreux éléments qui « fleurent bon les années 1960 ». La série demeure difficile à renouveler car elle repose sur un ensemble d'éléments inamovibles répétés de film en film depuis le premier, comme les apparitions de la religieuse ou les variations du thème musical de la Marche des Gendarmes. L'universitaire Sébastien Le Pajolec souligne des tentatives de rajeunissement, « devant la crainte du vieillissement de la série, de ses personnages et de ses acteurs » : la féminisation de la brigade, l'évocation de l'informatique récente avec l'ordinateur installé à la gendarmerie, et l'installation dans des locaux neufs au mobilier plus moderne,. Cette volonté de renouveau est signifiée dès l'ouverture mettant en scène le déménagement de la gendarmerie,.
Malgré cela, selon Bertrand Dicale, un sentiment de mélancolie et de nostalgie se dégage du film. Le changement et la nouveauté sont vus de façon assez amère. La modernité attirait déjà la méfiance dans les précédents films, mais y provoquait plus facilement le rire (par exemple, les nombreux gags sur la mode des hippies dans Le Gendarme en balade). À l'inverse, dans Le Gendarme et les Gendarmettes, dès l'ouverture, lorsqu'arrivant à la nouvelle gendarmerie, Gerber demande « Vous n'avez pas la nostalgie de notre ancien local, Cruchot ? » et que ce dernier lui répond « La marche inexorable du temps, mon adjudant. Il faut vivre avec son siècle », les dialogues n'ont pas une tonalité franchement comique,. Sébastien Le Pajolec fait remarquer qu'il existe une rupture entre les quatre premiers épisodes sortis entre 1964 et 1970 et les deux derniers de 1979 et 1982 : « la société française en pleine modernisation des Trente Glorieuses, cadre des premiers épisodes, a laissé la place à une France en crise, dont il est plus difficile de parler dans une comédie familiale ». De plus, Bertrand Dicale rattache cette impression de disparition d'un ancien monde à l'arrivée au pouvoir de la gauche l'année précédente. Le film fait quelques évocations discrètes au « changement », mot important de la campagne de François Mitterrand, alors que Louis de Funès avait soutenu Valéry Giscard d'Estaing durant l'élection présidentielle de 1981,,. Tout particulièrement, le colonel de gendarmerie critique le fait que la hiérarchie ait confié l'ordinateur à la brigade de Saint-Tropez plutôt qu'à son bureau, et se lamente que « chouchouter le petit personnel, sans doute est-ce ça aussi le changement »,. Il fulmine ensuite lorsque Cruchot et Gerber le mettent à l'écart pour discuter avec le ministre : « C'est insensé ! C'est à peine croyable ! Si on leur laisse prendre la grosse tête, ils vont finir par former un syndicat ! ».